# Brände im Yellowstone-Nationalpark 1988
Die einzelnen Brände im Yellowstone-Nationalpark im Jahr 1988 führten zum größten Waldbrand im Yellowstone-Nationalpark seit Beginn der Aufzeichnungen. Die Brände begannen als zahlreiche kleinere Einzelfeuer, gerieten mit zunehmendem Wind und zunehmender Trockenheit rasch außer Kontrolle und verbanden sich schließlich zu einer großen Feuersbrunst, die über mehrere Monate wütete. Durch das Feuer wurden zwei wichtige Touristenziele beschädigt und am 10. September 1988 schloss der gesamte Park zum ersten Mal in seiner Geschichte für alle – die Rettungskräfte ausgenommen. Nur der Umschwung auf kühles und feuchtes Wetter im späten Herbst brachte die Brände zum Erliegen. Insgesamt waren 3.213 km² (793.880 Acres), rund 36 % des Parks, von diesen Waldbränden betroffen.
Tausende Feuerwehrmänner, unterstützt von Dutzenden Hubschraubern und Löschflugzeugen, bekämpften die Brände mit Wasser und anderen Löschmitteln. Am Höhepunkt der Anstrengungen waren über 9.000 Feuerwehrleute im Park aktiv. Da die Brände im gesamten Größeren Yellowstone-Ökosystem und in anderen Regionen der westlichen Vereinigten Staaten wüteten, waren der National Park Service und andere Behörden der Situation personell nicht gewachsen. Über 4.000 US-Soldaten unterstützten bald die Brandbekämpfungsmaßnahmen. Die Löscharbeiten verursachten Kosten in Höhe von 120 Millionen US-Dollar (inflationsbereinigt 310 Millionen, Stand 2024). Während der Brandbekämpfung kam kein Feuerwehrmann ums Leben, jedoch gab es in Zusammenhang mit den Bränden zwei Todesfälle außerhalb des Parks. Die Brände im Yellowstone waren der bis dato größte Einsatz zur Brandbekämpfung in der Geschichte der Vereinigten Staaten.
Vor Ende der 1960er-Jahre wurden Brände als grundsätzlich schädlich für Parks und Wälder eingeschätzt, so dass der Umgang mit ihnen auf ihre schnellstmögliche Unterdrückung abzielte. In den Jahrzehnten vor 1988 erkannte man dann zunehmend die positive ökologische Bedeutung des Feuers, weshalb man natürliche Brände unter kontrollierten Bedingungen erlaubte und damit die jährlich durch Brände zerstörte Fläche sehr erfolgreich reduzieren konnte. 1988 war ein großes Feuer im Yellowstone jedoch überfällig und die vielen kleineren „kontrollierten“ Feuer verbanden sich vor allem im trockenen Sommer. Die Brände wüteten in einem Mosaik-Muster und sprangen von einer Region in eine andere, während andere Regionen völlig unberührt blieben. Durch einige Regionen fegten wiederum große Feuerstürme, die alles in ihrem Weg niederbrannten. Die landschaftlichen Schäden an der Vegetation waren enorm. Jedoch brannten auf mehr als der Hälfte der betroffenen Gebiete lediglich Bodenfeuer, die den härteren Baumarten wenig Schaden zufügten. Schon kurz nach dem Erlöschen der Feuer siedelten sich viele Pflanzenarten selbstständig wieder an, so dass die Regeneration der Vegetation sehr erfolgreich verlief.
Die Brände im Yellowstone 1988 waren beispiellos in der Geschichte des National Park Service und stellten viele Regeln des Umgangs mit Bränden in Frage. Medienberichte über das Missmanagement waren oft sensationsheischend und ungenau, manchmal wurde gar fälschlich berichtet, dass der größte Teil des Parks zerstört wurde. Zeitweise verschlechterte sich während der Brände zwar die Luftqualität, es wurden jedoch keine langfristig negativen Auswirkungen auf das Ökosystem festgestellt. Im Gegensatz zu anfänglichen Berichten kam nur eine geringe Anzahl großer Säugetiere durch die Feuer ums Leben, auch wenn eine Minderung der Anzahl von Elchen eingetreten ist. Verluste an Gebäuden wurden minimiert, da die Brandbekämpfungsmaßnahmen sich auf die wichtigen Besucherbereiche konzentrierten und damit die Sachschäden unter 3 Millionen US-Dollar hielten.
Seit dem Sommer 1990 gibt es eine spezielle Ausstellung zu den Hintergründen und Folgen der Feuer von 1988 im Besucherzentrum in West Thumb / Grant Village am Yellowstone Lake im Süden des Parks.

## Entwicklung des Waldbrandmanagements

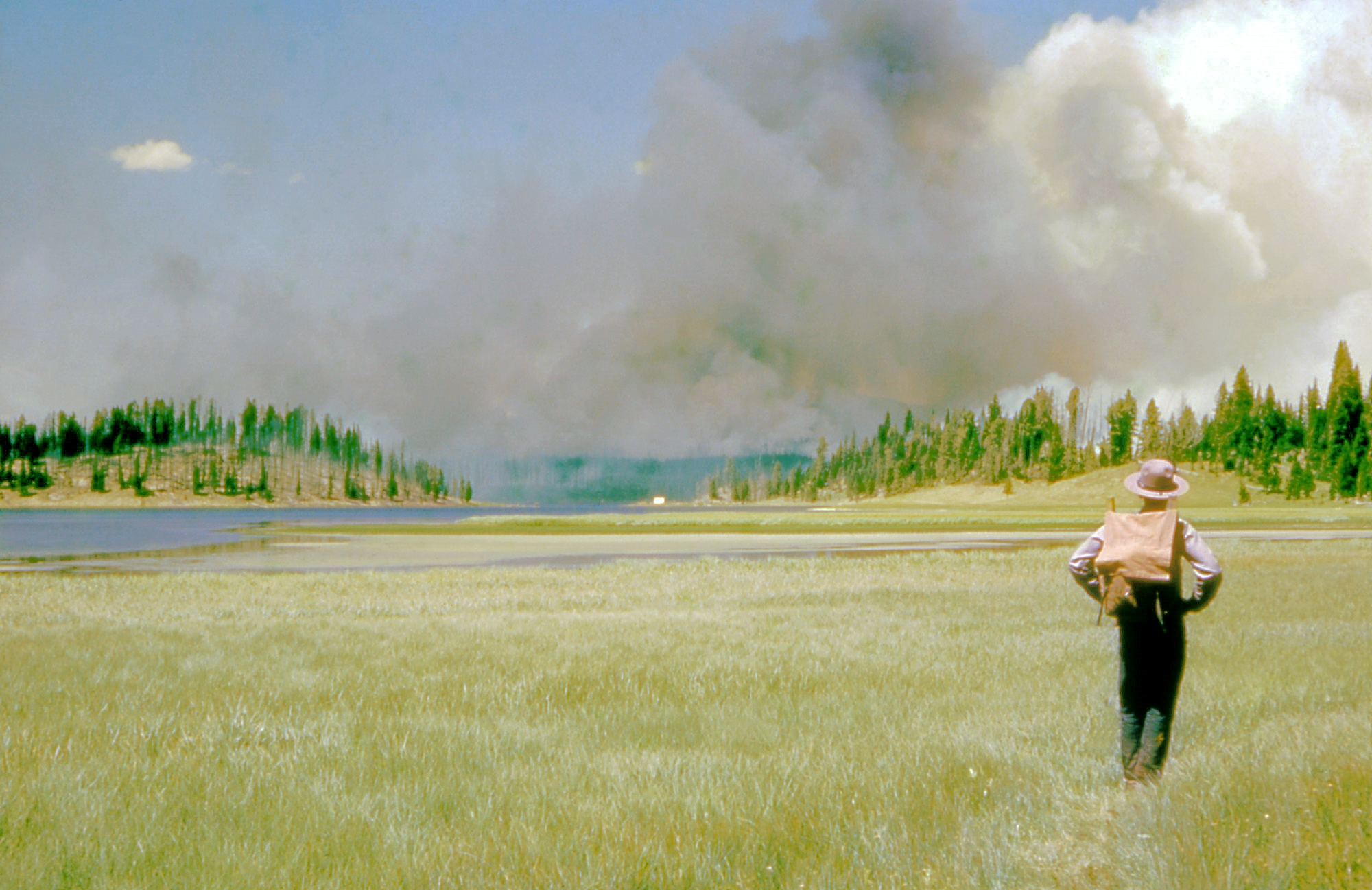
1953: Ein Feuerwehrmann wandert in Richtung eines entfernten Feuers

Im Osten der Vereinigten Staaten mit seinen stärkeren Niederschlägen sind Waldbrände eher klein und stellten nur selten eine größere Gefahr für Leben und Eigentum dar. Als sich die Siedlungen der weißen Einwanderer immer weiter in die trockeneren Gegenden des Westens ausbreiteten, stießen sie auf die ersten großen Brände. Flurbrände in den Great Plains und Waldbrände in den Rocky Mountains sind deutlich größer (Flächenbrand) und zerstörerischer als die Brandereignisse im Osten des Landes. Eine Reihe von katastrophalen Brandereignissen beeinflusste über die Jahre die Regeln für den Umgang mit dem Feuer.
Der Waldbrand, der die meisten Todesfälle in der Geschichte der USA forderte, war der Feuersturm von Peshtigo, der 1871 durch Wisconsin fegte und dabei über 1.500 Menschen das Leben kostete. Der Brand im Santiago Canyon 1889 in Kalifornien und besonders der Große Brand von 1910 in Idaho und Montana führten zur Philosophie, dass Brände eine Gefahr sind, die es zu unterdrücken gilt. Der Große Brand von 1910 verwüstete 12.000 km² Land, zerstörte eine Reihe von Gemeinden und kostete 86 Menschen das Leben. Dieses Ereignis führte viele Landverwaltungsagenturen dazu, die Unterdrückung von Waldbränden zu fordern. Die Landverwaltungsämter des US-Gouvernements, einschließlich des National Park Service befolgten die Brandschutzregeln, die vom United States Forest Service eingeführt wurden.
Bis Mitte des 20. Jahrhunderts glaubten die meisten Förster, dass Feuer jederzeit bekämpft werden sollten. Ab 1935 legten die Arbeitsvorschriften des National Park Service fest, dass alle Waldbrände bis 10 Uhr am Morgen nach ihrer ersten Entdeckung gelöscht sein sollen. So wurden landesweit Feuerlöschteams eingerichtet und in der Regel mit jungen Männern während der Brandsaison besetzt. Ab 1940 sollten die als Smokejumper bekannten Feuerwehrmänner mit Fallschirmen aus Flugzeugen abspringen, um Feuer auch in entlegenen Gebieten zu löschen. Bis zum Beginn des Zweiten Weltkriegs errichtete man in den USA über 8.000 Türme zur Brandwache. Später wurden viele der Feuerwachtürme wieder abgerissen, da zunehmend Flugzeuge zur Lokalisierung von Waldfeuern genutzt wurden; heute sind im gesamten Yellowstone-Park nur noch zwei Türme in Betrieb. Die Brandschutzmaßnahmen waren sehr erfolgreich: während in den 1930er-Jahren jährlich noch durchschnittlich 120.000 km² (30.000.000 Acres) den Flammen zum Opfer fielen, hatte sich diese Fläche in den 1960er-Jahren auf 8.100 km² (2.000.000 Acres) bis 20.000 km² (5.000.000 Acres) reduziert. Der Holzbedarf während des Zweiten Weltkriegs war hoch und jedes Feuer, das Waldgebiete zerstörte, wurde als inakzeptabel empfunden. 1944 führte der U.S. Forest Service eine Aufklärungskampagne für die Öffentlichkeit durch, die die Schädlichkeit aller Feuer betonte. Diese Kampagne verwendete eine Karikatur eines Schwarzbären namens „Smokey Bear“. Dieser ikonische Feuerwehr-Bär ist bis heute auf Schildern mit dem Slogan „Only you can prevent forest fires“ (Nur Sie können Waldbrände verhindern) zu sehen. Erste Plakate mit „Smokey Bear“ ließen die Bevölkerung im Irrglauben, dass die Lauffeuer hauptsächlich von Menschen verursacht werden. Im Yellowstone liegt der Anteil von durch den Menschen ausgelösten Feuern bei 22 %, während 78 % der Brände durch Blitze ausgelöst werden. Einige Wissenschaftler, wie auch Holzfällerunternehmen und Privatbürger, lernten, dass Feuer ein natürlicher Bestandteil vieler Ökosysteme ist: Es hilft, das Unter- und Totholz auszudünnen und erlaubt so ökonomisch wichtigen Baumarten mit geringerer Nährstoffkonkurrenz zu wachsen. Die amerikanischen Ureinwohner brannten oftmals Waldgebiete nieder, um übermäßiges Wachstum einzudämmen und damit die Fläche des Graslandes für Großwild wie Bison und Elch zu vergrößern.
Bereits 1924 schrieb der Umweltschützer Aldo Leopold, dass die Naturbrände vorteilhaft für das Ökosystem und die natürliche Vermehrung verschiedener Baum- und Pflanzenarten sind. Die nächsten 40 Jahre stimmten weitere Förster und Ökologen der Beurteilung zu, dass gelegentliche Brände von Vorteil für das Ökosystem sind. Im Jahr 1963 empfahlen Ökologen dem National Park Service in einem Bericht, dem Leopold Report, regelmäßige Naturbrände zuzulassen, um das natürliche Gleichgewicht in den Parks wiederherzustellen. Der Wilderness Act von 1964 half, die Rolle von Feuern als natürlichen Teil des Ökosystems zu festigen. Der National Park Service hat 1968 seine Handlungsanweisungen für Brände angepasst, um der sich ändernden Sichtweise nachzukommen. Die Verwaltung legte fest, dass man natürliche, durch Blitze ausgelöste Brände weiter brennen lassen soll, solange sie eine geringe Gefahr für Menschen oder deren Eigentum darstellen. Die Verwaltung bestimmte zusätzlich, dass unter vorgeschriebenen Bedingungen kontrollierte Brände bewusst gelegt werden können, um das ökologische Gleichgewicht wiederherzustellen. Der ökologische Sinn des Feuers wurde besser verstanden, nachdem viele Wälder gealtert und überfällig für einen großflächigen Brand geworden waren.
Seit 1972 erlaubt der National Park Service natürlichen Bränden im Yellowstone-Nationalpark, unter kontrollierten Bedingungen weiter zu brennen. Brände dieser Art werden als prescribed natural fires („verordnete natürliche Brände“) bezeichnet. Seit 1972 brennt aufgrund dieser als Let burn policy bezeichneten Anweisung durch jährlich im Schnitt 24 dieser „verordneten natürlichen Brände“ eine relativ kleine Fläche von etwa 22 km² pro Jahr nieder. Im Zeitraum von 1972 bis 1988 gab es 235 Brände innerhalb des Parks, von denen nur 15 eine Fläche von mehr als 0,4 km² erfassten. Die fünf Jahre vor den Bränden von 1988 waren deutlich feuchter als normal, wodurch in dieser Zeit die Brandflächen geringer ausfielen. Die Politik der verordneten natürlichen Brände schien, besonders für die Yellowstone-Region, ein effektiver Weg zu sein, mit Bränden umzugehen.

## Hintergründe und Ursache der Feuer
Die formale Aufzeichnung von Bränden im Yellowstone-Park begann im Jahr 1931, als rund 73 km² (18.000 Acres) durch ein Feuer am Heart Lake verbrannten. Trotz seines vergleichsweise geringen Ausmaßes war das Heart Lake Fire der größte Brand in der Zeit von der Gründung des Parks bis 1988. Untersuchungen zeigen, dass auf dem Yellowstone Plateau innerhalb von 1.000 Jahren nur zwei bis drei große Brände auftreten. Der letzte große Brand im Gebiet des Yellowstone ereignete sich im frühen bis mittleren 18. Jahrhundert, lange vor der Ankunft der weißen Entdecker. 

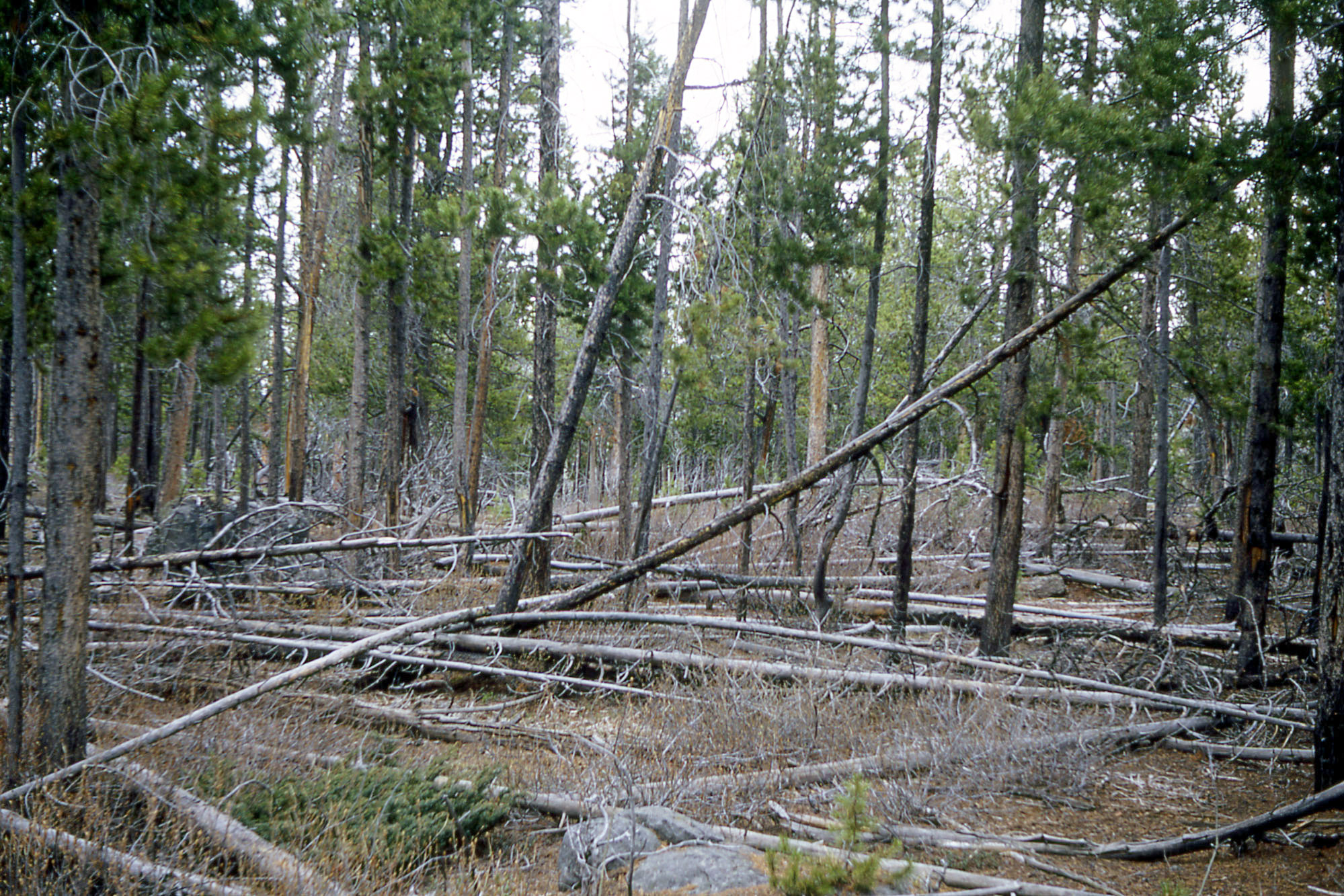
Typischer Kiefernwald im Yellowstone-Nationalpark im Jahr 1965

In den Wäldern im Yellowstone dominiert die Küsten-Kiefer (Pinus contorta), die nach 80 bis 100 Jahren, wenn der Wald reift, durch andere Baumarten ersetzt wird. Im Yellowstone kann die Küsten-Kiefer dank einer sehr kurzen Wachstumsperiode aufgrund der Höhenlage und relativ kargen Böden fast dreihundert Jahre alt werden, bevor sie von anderen Baumarten wie Engelmann-Fichte (Picea engelmannii) oder Felsengebirgs-Tanne (Abies lasiocarpa) abgelöst wird. Die Küsten-Kiefern, die im gesamten Hochland des Yellowstone-Plateaus zu finden sind, wachsen in ununterbrochenen dichten Beständen mit durchschnittlich ähnlichem Alter in verschiedenen Gruppierungen. In den 1980er-Jahren waren viele der Küsten-Kiefern-Wälder im Yellowstone-Nationalpark zwischen 200 und 250 Jahre alt und näherten sich dem Ende ihres Lebenszyklus.
Der Bergkiefernkäfer (Dendroctonus ponderosae) tötete von den späten 1960ern bis Mitte der 1980er-Jahre eine Reihe von Bäumen im Größeren-Yellowstone-Ökosystem. Dadurch entstand ein heterogener Wald, in dem alte überlebende Bäume mit jüngeren Bäumen unterschiedlichen Alters vermischt waren. Diese gemischte Bestandsstruktur könnte dazu beigetragen haben, dass sich die Brände schneller in die Baumkronen ausbreiteten. Darüber hinaus war die Wintersaison 1987–1988 trockener als üblich; das Größere-Yellowstone-Ökosystem erhielt nur 31 Prozent der normalen Schneemenge. Allerdings waren die Monate April und Mai 1988 sehr nass und die reichliche Feuchtigkeit förderte die Entwicklung von Gras und Unterholz. Im Juni hörte der Niederschlag auf und in den nächsten vier Monaten wurden im gesamten Ökosystem nur sehr geringe Niederschlagsmengen verzeichnet. Im Juli begann die schlimmste Dürre in der Geschichte des Yellowstone-Nationalparks. Gräser und Pflanzen, die im Frühsommer gut gewachsen waren, verwandelten sich bald in trockenen Zunder. Die relative Luftfeuchtigkeit sank weiter und trieb ein Austrocknen des Waldes voran. In totem und umgestürztem Holz wurden Feuchtigkeitsgehalte von bis zu 5 % gemessen. Mitte August lag die durchschnittliche Luftfeuchtigkeit unter 20 % und wurde unweit des Tower Fall einmal sogar bei 6 % gemessen. Die Monate Juni, Juli und August stellten sich als die trockensten Sommermonate seit Bestehen des Parks heraus. Während dieser Zeit fiel nur 36 % der durchschnittlichen Niederschlagsmenge. Der Niederschlagsmangel wurde noch dadurch verstärkt, dass die meisten Böden im Gebiet des Yellowstone aus rhyolithischen Vulkangesteinen bestehen, die Feuchtigkeit schlecht speichern können. Eine Reihe starker, aber trockener Stürme führte auch zur raschen Ausbreitung einiger der größten Brände.

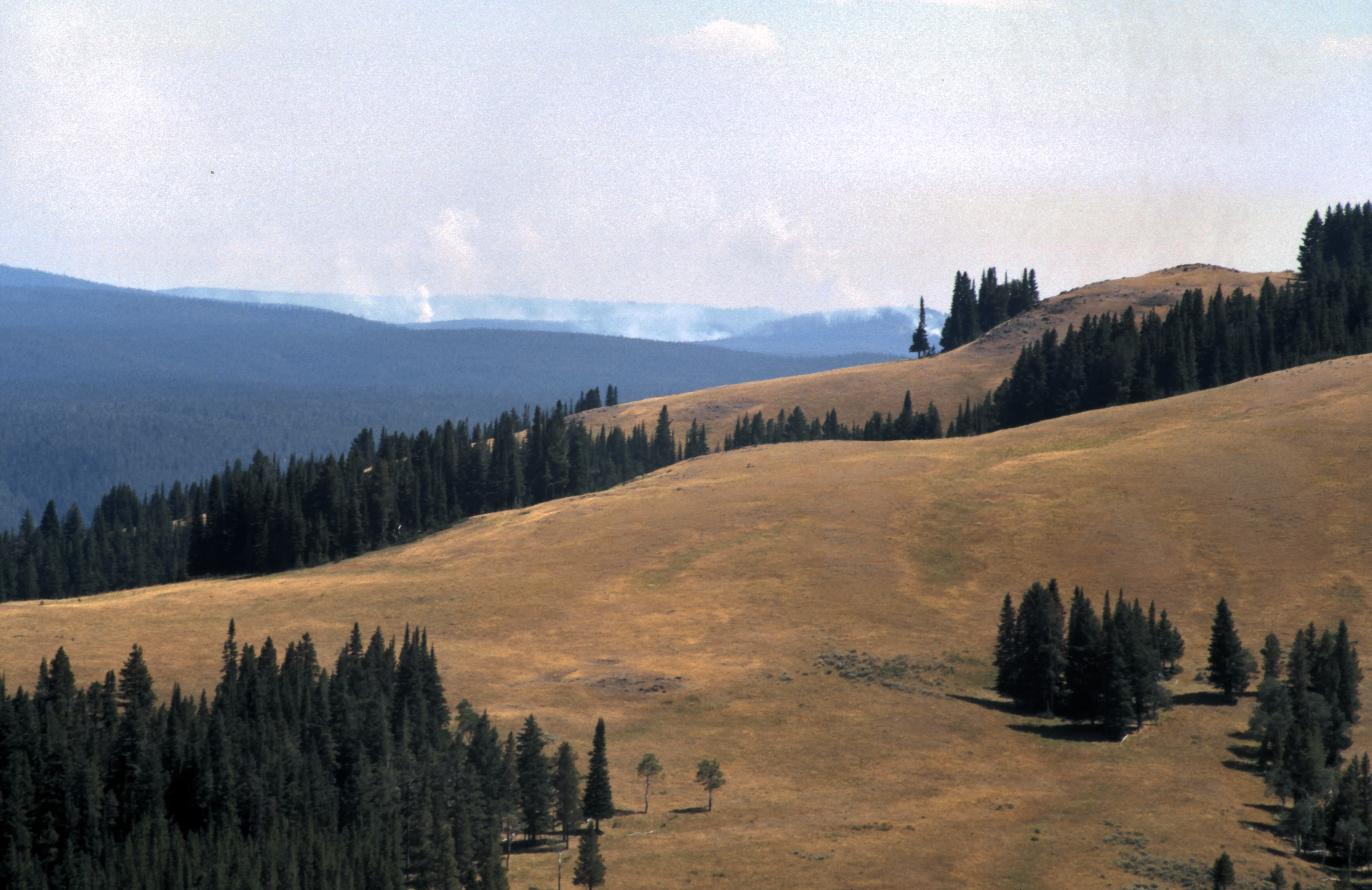
Erste kleinere Brände über dem Nationalpark, ca. 15. Juli 1988

Angesammelter Brennstoff, alte Wälder und außergewöhnlich trockene Bedingungen ließen die Brandgefahr für den Sommer 1988 im Yellowstone-Nationalpark steigen. Förster und Feuerökologen sagten jedoch eine normale Brandsaison für das Größere-Yellowstone-Ökosystem voraus und erwarteten für Juli normale Niederschläge. Die vergangenen Jahrzehnte lieferten kaum Anhaltspunkte dafür, dass sich das Jahr 1988 von den über 100 Jahren seit Gründung des Parks unterscheiden würde. Doch als in der gesamten Rocky-Mountain-Region große Brände ausbrachen, wurden die Medien aufmerksam. Bis Juli brachen im Yellowstone zwanzig kleinere Brände aus, von denen elf von selbst erloschen. Die übrigen wurden gemäß den vorgeschriebenen natürlichen Brandschutzbestimmungen genau überwacht. Bis zum 15. Juli hatten Brände im gesamten Ökosystem 34 km² (8.500 Acres) erfasst, und obwohl dies nichts Ungewöhnliches war, führte der mediale Fokus auf Brände im gesamten amerikanischen Westen zur Entscheidung der Parkbeamten, am 15. Juli mit der Brandbekämpfung zu beginnen. Innerhalb einer Woche nach Beginn der Löschmaßnahmen hatten sich die Brände auf fast 400 km² (100.000 Acres) allein innerhalb des Nationalparks ausgebreitet.

## Entwicklung und Ausbreitung der Feuer
Zwischen Juni und August brachen im Yellowstone-Nationalpark und den umliegenden Nationalwäldern fast 250 verschiedene Brände aus. Sieben davon waren für 95 % der gesamten Brandfläche verantwortlich. Ende Juli hatten der National Park Service und andere Behörden das verfügbare Personal vollständig mobilisiert, dennoch breiteten sich die Brände zunächst weiter aus. Kleinere Brände gingen ineinander über, angetrieben von trockenen Stürmen, die Winde und Blitzeinschläge, aber keinen Regen mit sich brachten. Am 20. August, dem mit Abstand schlimmsten Tag der Brände, der später als „Schwarzer Samstag“ (engl.: Black Saturday) bezeichnet wurde, wurden bei einem der vielen intensiven Brände mehr als 610 km² (150.000 Acres) an Land vernichtet. Asche von den Bränden im gesamten Park wurde bis ins 97 km nordöstlich gelegene Billings, Montana, getragen. Die windgetriebenen Flammen sprangen über Straßen und Brandschneisen hinweg, und die brennende, weithin sichtbare Glut löste bereits mehr als einen Kilometer vor der Hauptfeuerfront neue Brände aus. Bodenbrände stiegen in das Kronendach des Waldes auf und erreichten Höhen von über 60 m. Während des Sommers breiteten sich die Brände über Distanzen von 8 bis 16 km pro Tag aus, in Fällen wurde von mehr als 3 km in einer Stunde berichtet.

### Übersicht der Brände

Animation zur Entwicklung der Brände

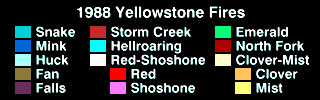
Entwicklung der einzelnen Brände innerhalb des Größeren-Yellowstone-Ökosystems

Die folgende Tabelle umfasst die acht großen Brandkomplexe im Yellowstone-Nationalpark und den umgebenden Nationalforsten. Die genannte Fläche bezieht sich auf das gesamte vom Brand betroffene Gebiet innerhalb und außerhalb des Yellowstone-Nationalparks.
| Name        | Ort                                                                                         | Verbrannte Fläche         | Daten         | Daten              |
| Name        | Ort                                                                                         | Verbrannte Fläche         | Start/Meldung | Ende               |
| ----------- | ------------------------------------------------------------------------------------------- | ------------------------- | ------------- | ------------------ |
| Clover-Mist | Absaroka Range, Lamar River, Shoshone National Forest                                       | 319.575 Acres (1.293 km²) | 9. Juli 1988  | 10. Oktober 1988   |
| Fan         | Gallatin Range                                                                              | 20.900 Acres (85 km²)     | 25. Juni 1988 | 6. September 1988  |
| Hellroaring | Beartooth Mountains, Gallatin National Forest, Tower Junction                               | 101.996 Acres (413 km²)   | 15. Aug. 1988 | 11. September 1988 |
| Huck        | John D Rockefeller, Jr. Memorial Parkway, Snake River                                       | 111.200 Acres (450 km²)   | 20. Aug. 1988 | 18. September 1988 |
| Mink        | Absaroka Range, Yellowstone River, Bridger-Teton National Forest, Shoshone National Forest  | 116.325 Acres (471 km²)   | 11. Juli 1988 | 18. September 1988 |
| North Fork  | Old Faithful-Region, Norris, Canyon, Madison River, Gallatin Range, Targhee National Forest | 504.025 Acres (2.040 km²) | 22. Juli 1988 | 18. November 1988  |
| Snake River | Yellowstone Lake, Red Mountains, Lewis Lake, West Thumb                                     | 172.025 Acres (696 km²)   | 23. Juni 1988 | 19. September 1988 |
| Storm Creek | Beartooth Mountains, Custer National Forest                                                 | 95.000 Acres (384 km²)    | 14. Juni 1988 | 17. September 1988 |

### Snake River Complex-Feuer

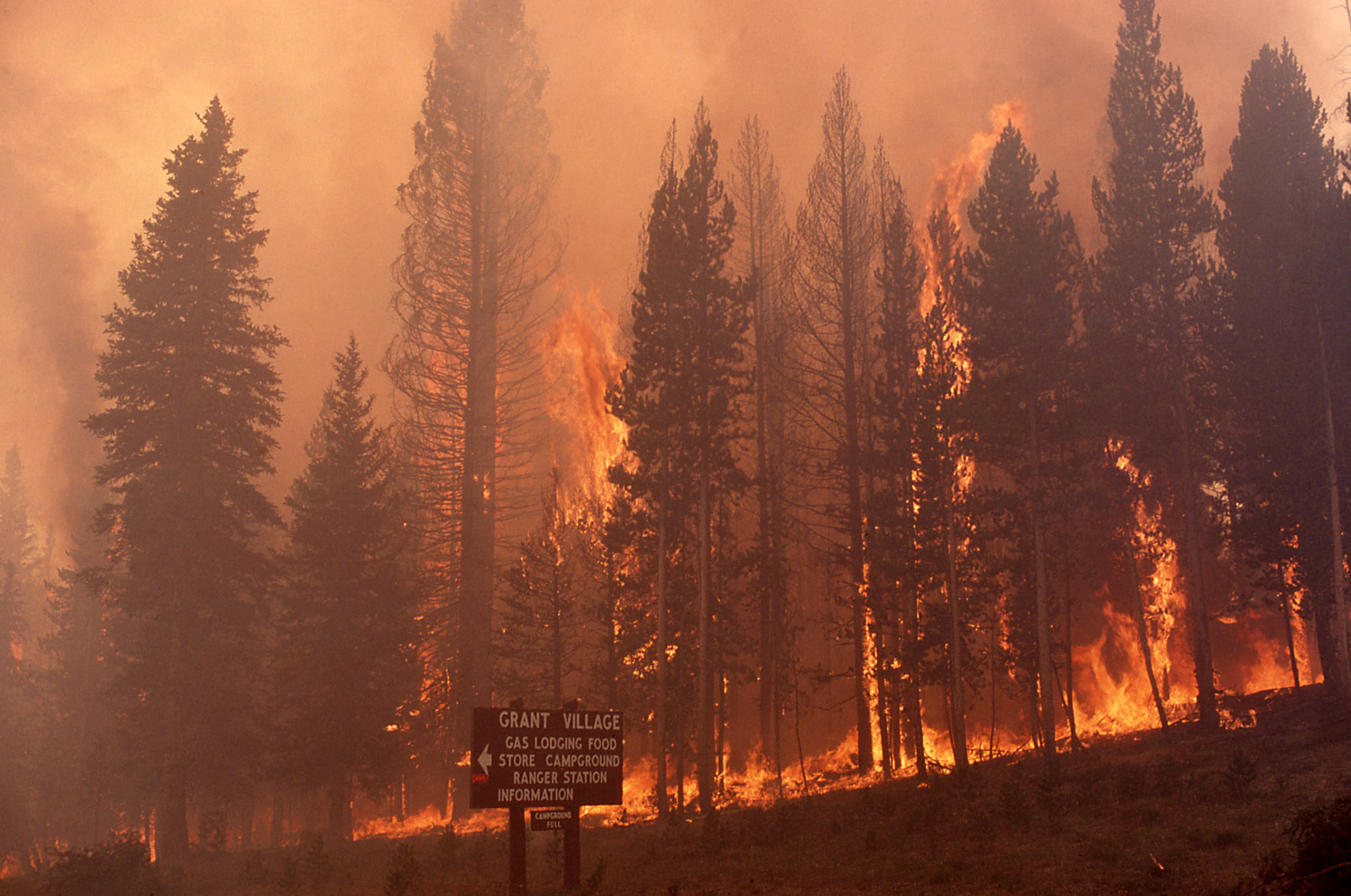
Lauffeuer breiteten sich bei Grant Village mit hohen Geschwindigkeiten bis in die Baumkronen aus

Eine große Gruppe von Bränden war als Snake River Complex bekannt. Diese Brände befanden sich im südlichen Teil des Parks, im Quellgebiet der Flüsse Yellowstone River und Snake River. Der größte dieser Brände war das Shoshone Fire, das am 23. Juni durch einen Blitzschlag ausgelöst wurde. Die vorgeschriebene natürliche Brandpolitik war noch in Kraft, sodass zunächst keine Anstrengungen zur Löschung des Feuers unternommen wurden. Nach mehreren Wochen geringer Aktivität breitete es sich am 23. Juli mit schneller Geschwindigkeit nach Nordosten aus.

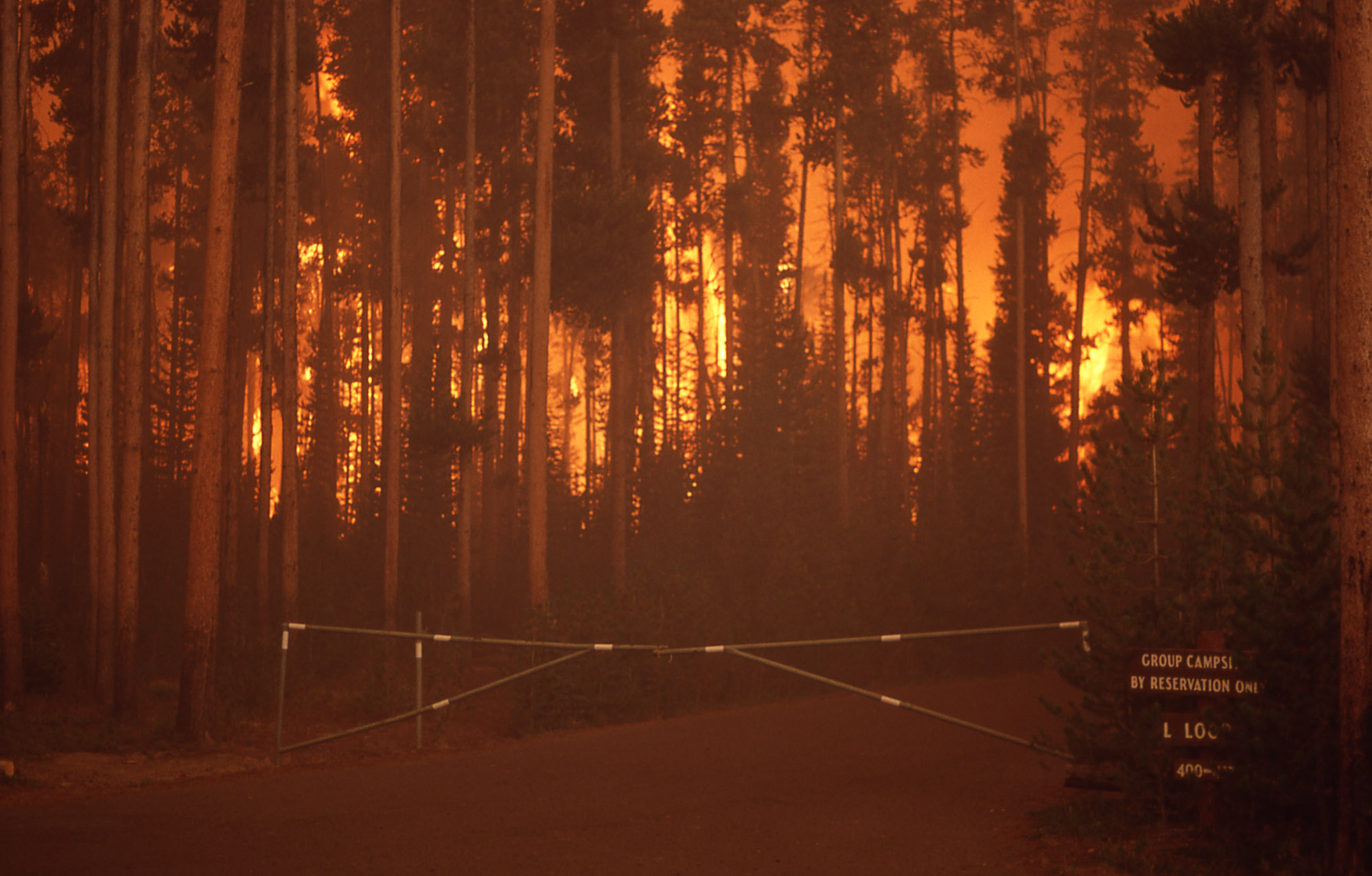
Feuer am Grant Village-Complex, 23. Juli 1988

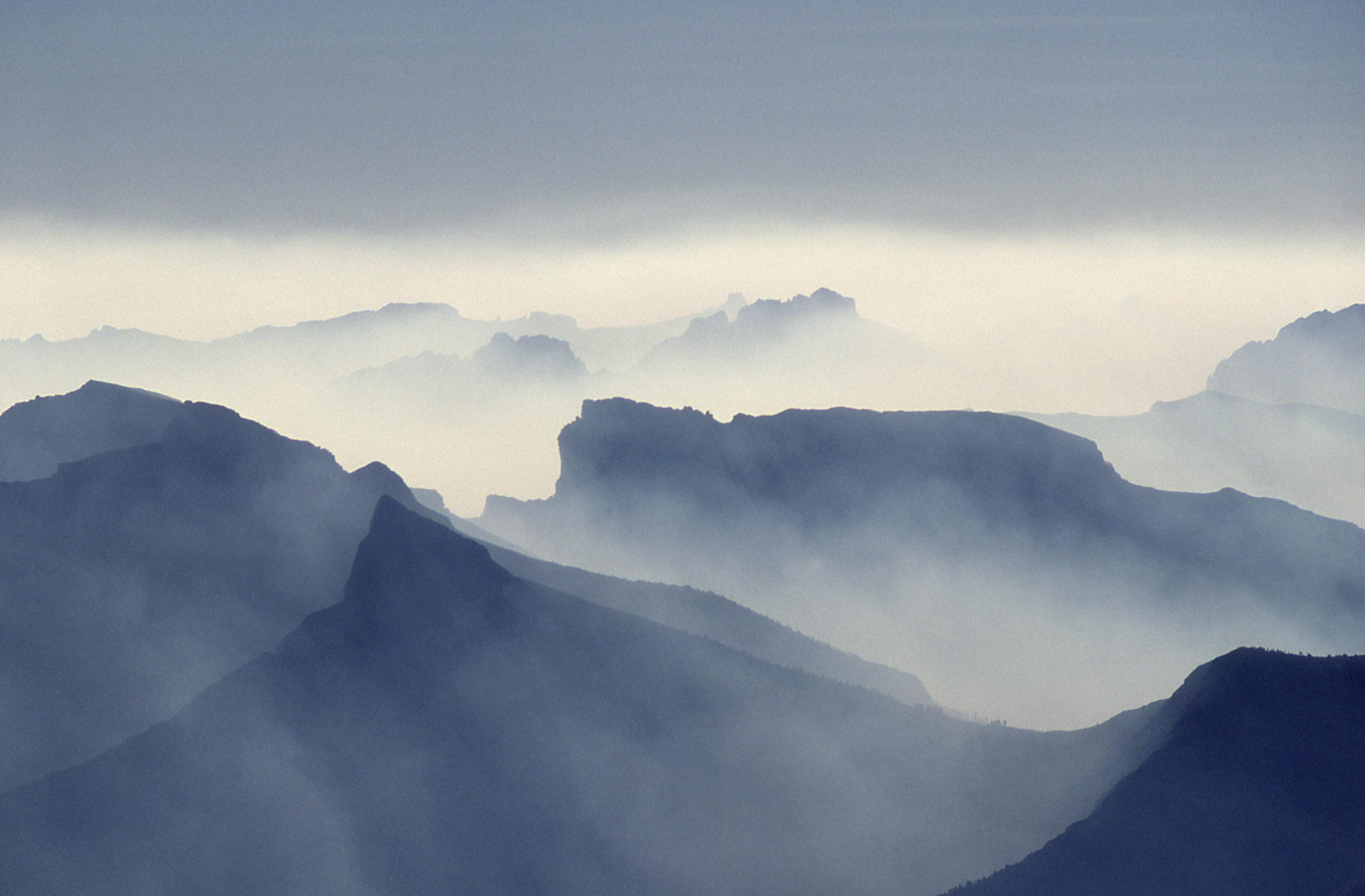
Rauch über den Absaroka Mountains, 19. August 1988

Das Red Fire begann am 1. Juli in der Nähe des Lewis Lake und breitete sich, wie auch das Shoshone Fire, mehrere Wochen lang kaum aus. Der Brand rückte dann am 19. Juli nach Nordosten vor und vereinigte sich im August mit dem Shoshone Fire. Als diese beiden Brände in Richtung Grant Village vorrückten, wurden Evakuierungen angeordnet, damit sich die Feuerwehrmannschaften auf den Gebäudeschutz konzentrieren konnten. Der von Küsten-Kiefern-Wald umgebene Grant Village-Komplex war das erste touristisch genutzte Areal, das direkt von den Bränden betroffen war. Mehrere kleine Gebäude und Teile des Campingplatzes wurden zerstört. Das drittgrößte Feuer des Snake River Complex war das Huck Fire, das ausbrach, als am 20. August in der Nähe der Flagg Ranch ein Baum auf eine Stromleitung gefallen war. In manchen Quellen wird das Huck Fire als eigenes Feuer gezählt. Dieses Feuer brannte hauptsächlich innerhalb des John D. Rockefeller, Jr. Memorial Parkway und überquerte am 30. Ende August von Süden her die Grenze zum Yellowstone-Nationalpark. Der Snake River-Brandkomplex erfasste insgesamt mehr als 696 km² (172.000 Acres), bevor die Feuer Mitte September nach Schnee- und Regenfällen endeten. Eines der auffälligsten Ereignisse dieses Brandkomplexes ereignete sich am 23. August, als intensive Brände über den Canyon des Lewis River fegten, angetrieben von Winden mit Windstärken von bis zu 97 km/h und Böen von bis zu 130 km/h.

### Clover-Mist-Feuer
Das Mist Fire begann am 9. Juli im östlichen Teil des Parks in den Absaroka Mountains. Zwei Tage später brach in derselben Region das Clover Fire aus. Beide Brände vereinigten sich am 20. Juli und bildeten nun das Clover Mist Fire. Da dieses Feuer in zerklüftetem, gebirgigem Gelände brannte, stellte sich die Bekämpfung als problematisch heraus. Am 20. August rückte das Feuer von Süden her in Richtung der Kleinstadt Cooke City in Montana vor und bedrohte die Stadt mehrere Wochen lang. Das Clover-Mist-Feuer erfasste insgesamt eine Fläche von 1293 km² (319.575 Acres).

### Storm Creek-, Hellroaring- und Fan-Feuer

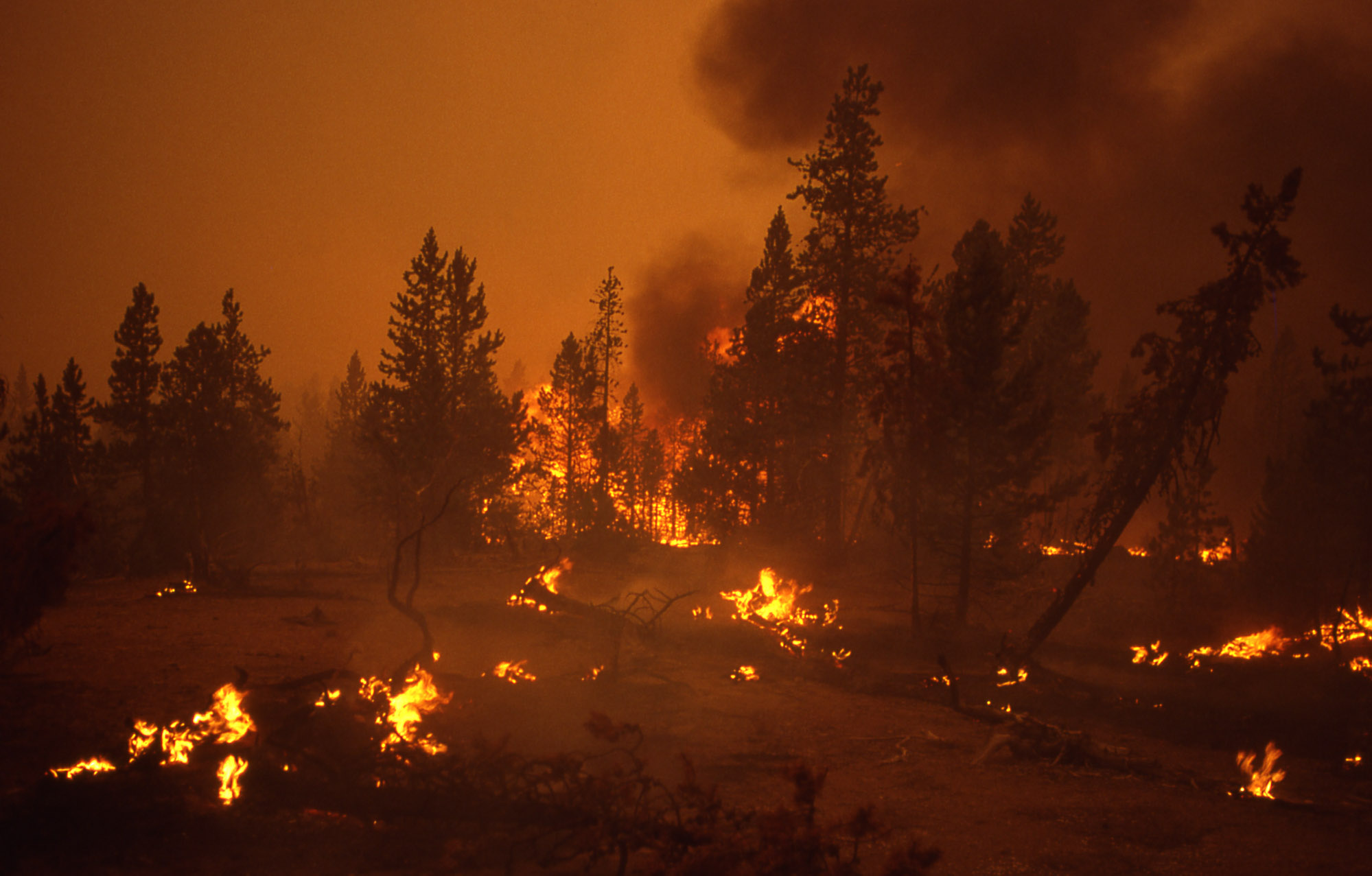
Bodenfeuer am Norris-Geysir-Becken, 20. August 1988

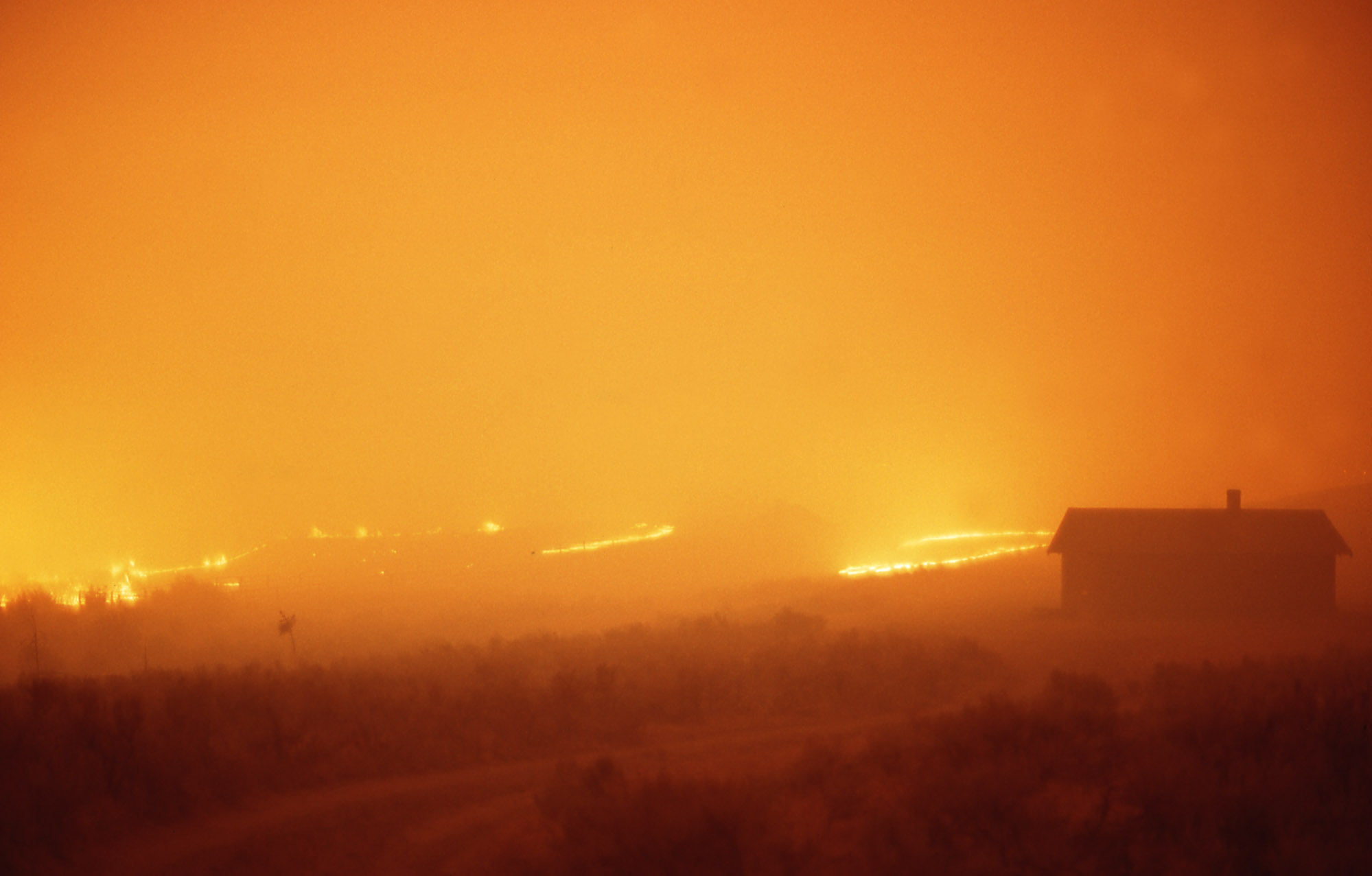
Starke Winde treiben ein Lauffeuer in Richtung einer Hütte, 9. September 1988

Das Storm Creek Fire begann als erster größerer Brand am 14. Juni weit nördlich des Parks innerhalb der Absaroka-Beartooth Wilderness und schien fast zwei Monate lang keine große Bedrohung für den Yellowstone-Nationalpark darzustellen. Dennoch wurden ab dem 2. Juli die ersten Anstrengungen zur Brandbekämpfung unternommen. Am 20. August bewegte sich das Feuer mit rasanter Geschwindigkeit nach Süden und bedrohte ebenfalls die Stadt Cooke City, diesmal von Norden. Der Versuch, eine breite Brandschneise zu errichten und einige Gegenfeuer zu legen, um die Brände von brennbaren Stoffen auszuhungern, führte beinahe zu einer Katastrophe, als eine unerwartete Änderung der Windrichtung die Brände bis auf 100 Meter an die Stadt heranbrachte. Am 4. September wurde Cooke City evakuiert. Mehrere Gebäude wurden zerstört, ein Großteil des Ortes konnte jedoch vor dem Feuer bewahrt werden. Das Storm Creek-Feuer erfasste letztlich mehr als 580 km² (143.000 Acres) an Land. Das andere große Feuer im nördlichen Teil des Parks war das Hellroaring Fire. Das Feuer begann am 15. August im Gallatin National Forest durch Glutreste eines unbeaufsichtigten Lagerfeuers und bewegte sich zunächst nach Norden, drehte dann aber einige Tage später um und breitete sich nach Süden aus, wo es das Gebiet um Tower Junction bedrohte. Letztlich verbrannte es mehr als 400 km² (100.000 Acres). Im Nordwesten des Parks wurde das Fan Fire am 25. Juni durch einen Blitzschlag ausgelöst und war damit der erste größere Brand, der innerhalb der Parkgrenzen ausbrach. Es wurde ursprünglich als Bedrohung für die Stadt Gardiner, Montana, angesehen, die direkt vor dem Nordeingang des Parks liegt. Die Feuerbekämpfung zeigte am Fan Fire die größten Erfolge. Obwohl das Feuer einige Monate lang nicht eingedämmt werden konnte, wurde es Mitte August nicht mehr als Bedrohung für Leben und Eigentum angesehen. Das Fan Fire verbrannte insgesamt mehr als 110 km² (27.000 Acres).

### Mink-Feuer
Das Mink Fire, auch Mink Creek Fire, wurde am 11. Juli durch einen Blitzschlag im Bridger-Teton National Forest außerhalb der Parkgrenzen ausgelöst. Ziel bei der Bekämpfung des Feuers war zunächst, den Brand von einer durch den Teton-Yellowstone-Tornado im Jahr zuvor geschaffenen Schneise fernzuhalten, in der sich abgestorbene Baumstämme auf 5 km Länge infolge des Tornados aufgestapelt hatten. Dies gelang erfolgreich und bewahrte einige auf Privatgrund gelegene Ranches vor dem Feuer, führte aber dazu, dass es sich nach Norden in das Quellgebiet des Yellowstone Rivers ausbreitete und am 23. Juli die Grenze zum Nationalpark erreichte. Dort breitete es sich im Südostteil im Hochland der Absaroka Range aus und verließ den Park nach Osten in den Shoshone National Forest.

### North Fork-Feuer

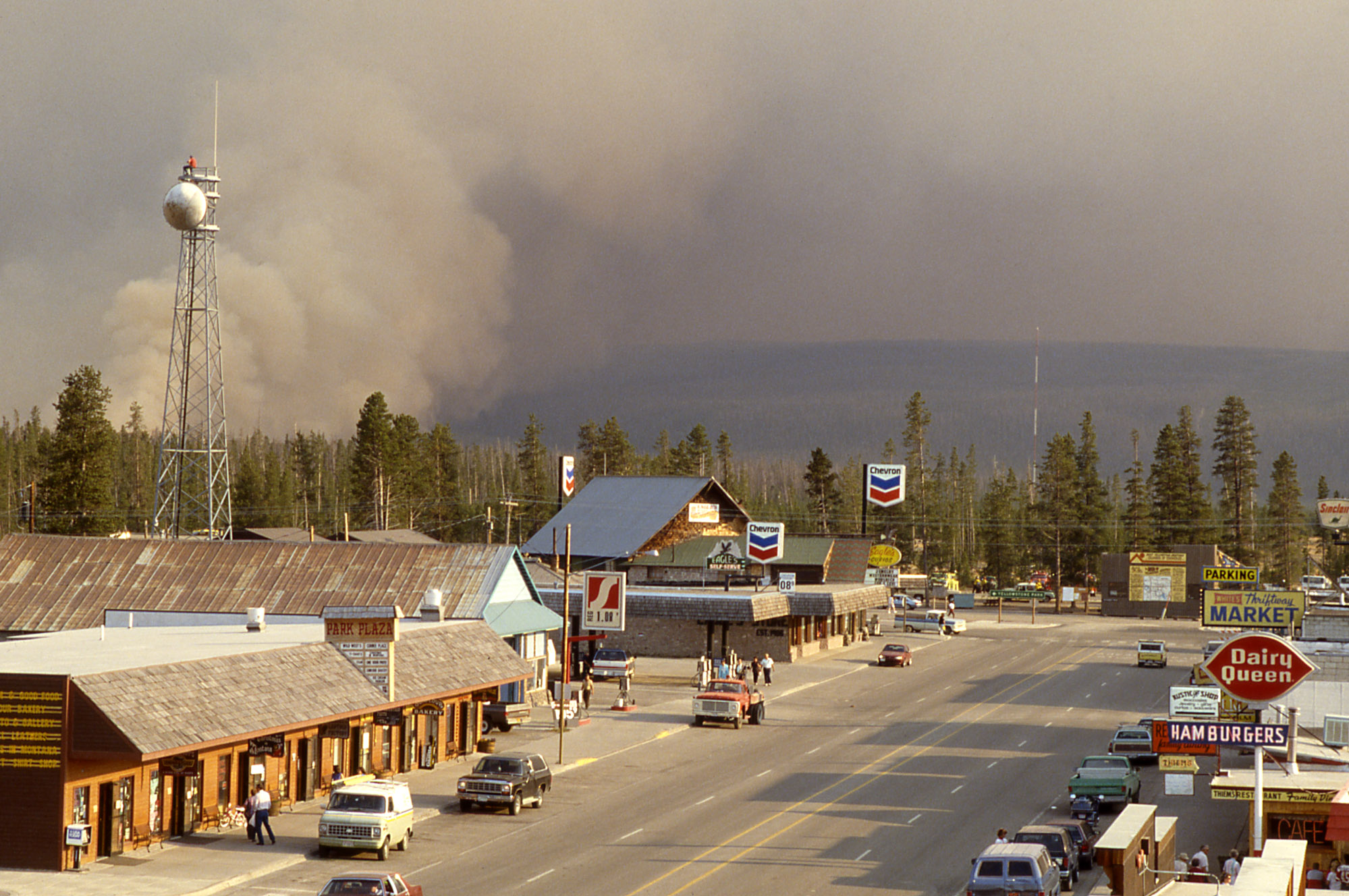
Das North Fork Fire unmittelbar östlich von West Yellowstone, Anfang September 1988

Das North Fork Fire war, sowohl was die Gebäudeschäden als auch die Brandfläche betraf, das größte Feuer im Park. Der Brand begann am 22. Juli, als ein Holzfäller im Caribou-Targhee National Forest außerhalb der Westgrenze des Parks seine Zigarette wegwarf. Das North Fork Fire war der einzige größere Brand, der von Anfang an bekämpft wurde, da er nach Aufhebung der vorgeschriebenen Brandschutzpolitik am 15. Juli ausbrach. Der Brand breitete sich nach Nordosten aus und bedrohte Ende der ersten Augustwoche die Region um Madison Junction und zerstörte einige Campingplätze. Am 20. August bewegte sich das Feuer mit schneller Geschwindigkeit entlang des Gibbon River in Richtung Norris. Dort verwendeten die Feuerwehrleute Wasser und Löschschaum, um zu verhindern, dass die Gebäude vom Feuer vernichtet wurden. Der Brand breitete sich weiter nach Osten entlang des Yellowstone-Plateaus aus und erreichte am 25. August die Besuchereinrichtungen in Canyon Village, wo Landverwaltungsbehörden und das US-Militär enorme Anstrengungen unternahmen, um die Gebäude zu schützen. Im Osten beruhigte sich das North Fork-Feuer mehrere Tage lang, auf der Westseite trieben abwärts gerichtete Winde vom Yellowstone-Plateau die Flammen in Richtung West Yellowstone, Montana. Dort halfen Einwohner dem zugewiesenen Personal bei Schutzmaßnahmen gegen das Feuer, um sowohl die Stadt als auch ein Umspannwerk zu schützen. Das Feuer erfasste beträchtliche Teile des Waldes entlang des Flusstals des Madison River.

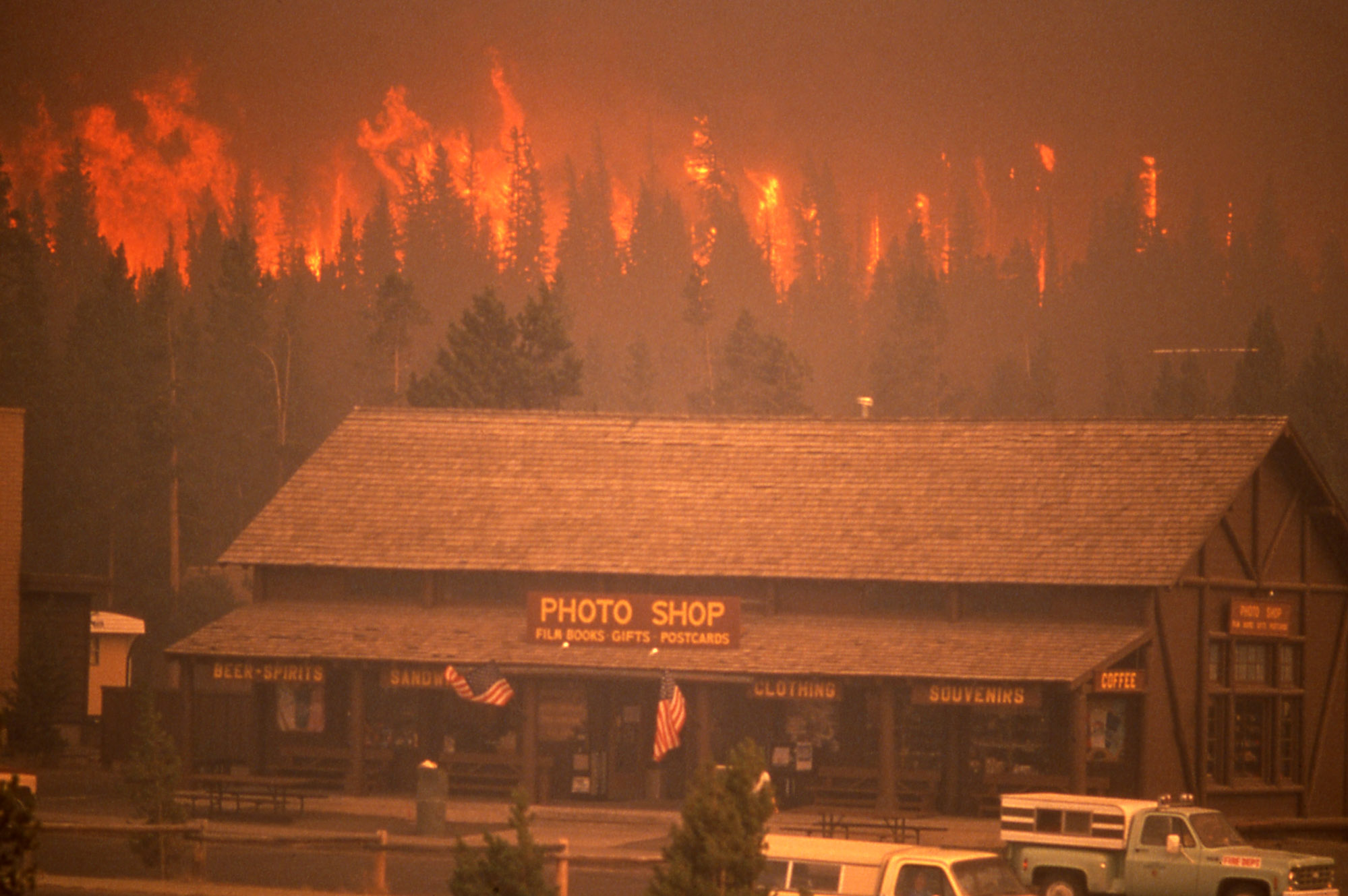
Das North Fork Fire näherte sich den Gebäuden des Old Faithful-Komplexes am 7. September 1988 bis auf weniger als 100 m an

Zwischen dem 5. und 7. September trieb eine Trockenfront die Flammen des North Fork Fire nach Süden in Richtung des großen Besucherkomplexes am Old Faithful im Oberen-Geysir-Becken. Alle, die nicht zu den Einsatzteams gehörten, wurden zur Evakuierung aufgefordert; die Politik beeinflusste jedoch die Anweisungen des National Park Service, sodass der Komplex nicht vollständig für ankommende Touristen gesperrt wurde. Einige Besucher erreichten die Old Faithful-Region nur wenige Stunden, bevor das intensive Feuer am Nachmittag ausbrach. Die Feuerwehrleute konzentrierten sich auf den Schutz der Gebäude, insbesondere derer von historischer Bedeutung wie des Old Faithful Inn, und setzten Feuerwehrfahrzeuge und tragbare Wasserpumpensysteme ein, um die Dächer und andere Oberflächen der Gebäude feucht zu halten. 1.200 Feuerwehrleute, darunter 120 Militärangehörige, gruben Brandschneisen und entfernten Pflanzen und Gestrüpp in der Nähe der Gebäude. Der Wind erreichte Höchstgeschwindigkeiten von bis zu 130 km/h, als sich das Feuer von Westen her näherte.
Die Brände erreichten Waldgebiete in der Nähe der Bauwerke im Old Faithful Village, konnten aber im Allgemeinen von den großen Gebäuden ferngehalten werden. Lediglich 19 kleine Gebäude wurden zerstört und ein altes Wohnheim schwer beschädigt. Das Feuer war so intensiv, dass die Räder von Fahrzeugen, die in der Nähe des Feuers abgestellt wurden, schmolzen, die Windschutzscheiben zersplitterten und der Lack versengte. Obwohl der größte Teil des Old Faithful-Komplexes verschont geblieben war, entschied die Parkverwaltung, den gesamten Park am 10. September zum ersten Mal in der Geschichte für alle zu schließen, die nicht Teil der Notfall- und Löschteams waren. In der Nacht des 9. auf den 10. September überquerte das North Fork Fire eine Brandschneise im Nordosten und näherte sich Mammoth Hot Springs, wo sich eine große Ansammlung historischer Gebäude sowie die Parkverwaltung befinden. Das Feuer hatte bereits die Nordflanke des Bunsen Peak unmittelbar südlich des Ortes erreicht, durch eintreffende Regen- und Schneefälle am 11. September blieb Mammoth Hot Springs allerdings vom Feuer verschont. Das North Fork Fire war insgesamt für knapp ein Drittel der verbrannten Fläche innerhalb des Parks verantwortlich; mehr als 2.000 km² (500.000 Acres).

## Bekämpfung der Feuer

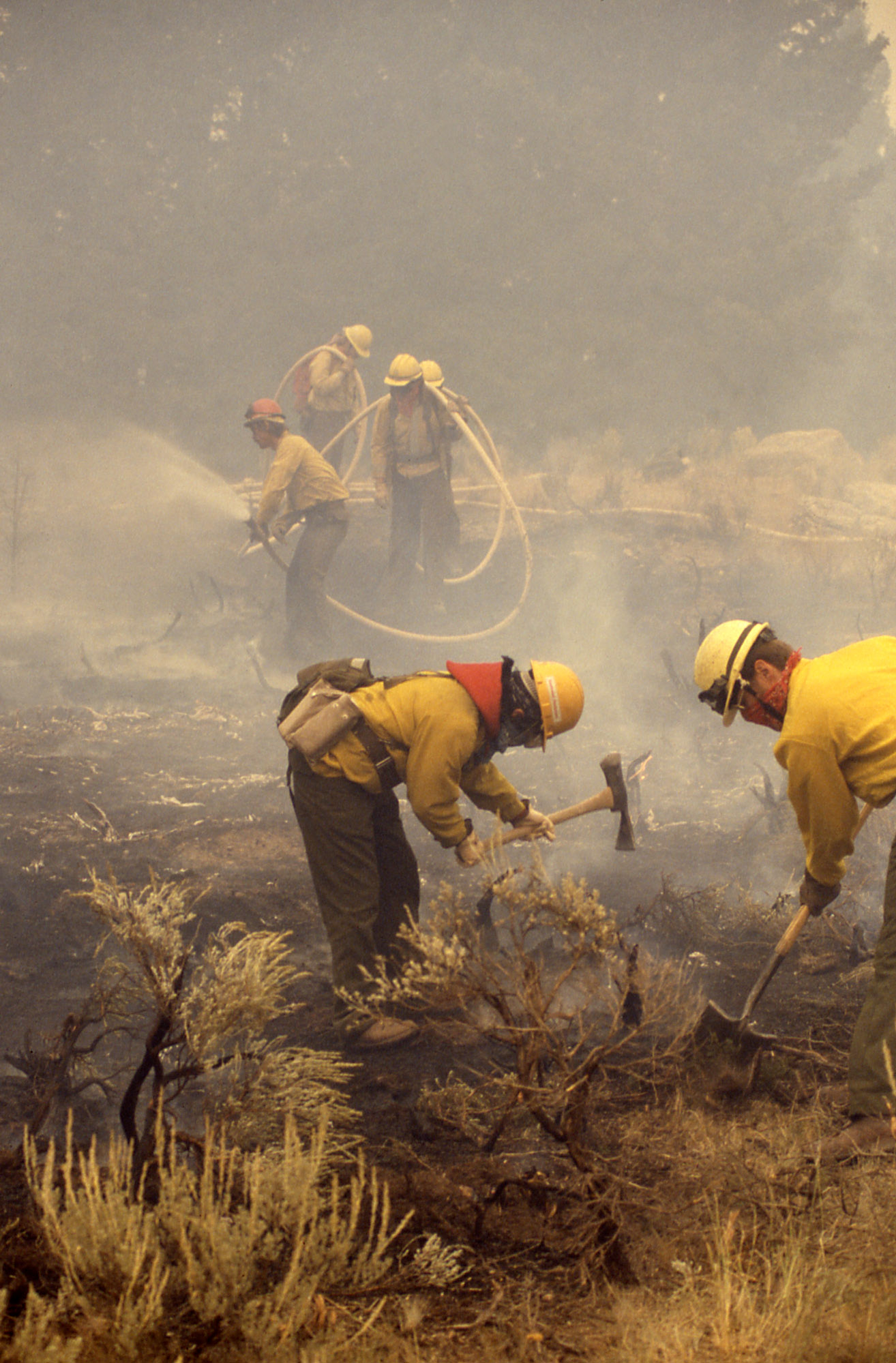
Feuerwehrmänner an einer Brandschneise bei Mammoth Hot Springs am 10. September 1988

Im Westen der Vereinigten Staaten wurde im Jahr 1988 eine vergleichsweise große Anzahl an Bränden registriert. Im Laufe des Jahres wurden über 72.000 Brände gemeldet, von denen rund 300 als schwer eingestuft wurden. Die Mitarbeiter der Feuerwehr und deren Ausrüstung wurden bis zum Äußersten beansprucht; zusätzlich halfen über 11.700 Angehörige des US-Militärs bei den Löscharbeiten im Yellowstone-Nationalpark. Zum Höhepunkt der Brände waren mehr als 9.600 Feuerwehrleute und Hilfskräfte gleichzeitig im Park im Einsatz, insgesamt nahmen 25.000 Menschen an den Löscharbeiten teil. Normalerweise arbeiteten die Mannschaften zwei bis drei Wochen, wurden nach Hause geschickt und kehrten dann für ein oder zwei weitere Einsätze zurück. Ein normaler Arbeitstag dauerte bis zu 14 Stunden. Zu den Aufgaben gehörten das Ausheben von Brandschneisen, der Schutz von Gebäuden, das Entfernen von Unterholz in der Nähe von Bauwerken und die Installation von Wasserpumpen. Hunderte Feuerwehrleute wurden den Maschinenbesatzungen zugeteilt, da ein Großteil der Löscharbeiten auf den Gebäudeschutz ausgerichtet war. Im Park selbst starben keine Feuerwehrleute durch die Brände, ein Feuerwehrmann und ein Flugzeugpilot kamen jedoch bei einzelnen Vorfällen außerhalb des Parks ums Leben. Mehrere Feuerwehrleute wurden wegen verschiedener Verletzungen behandelt, wobei Müdigkeit, Kopfschmerzen und Rauchvergiftungen zu den häufigsten Behandlungsursachen zählten. Einige Feuerwehrleute wurden giftigen Dämpfen durch Schwefelemissionen aus einem Geothermalgebiet ausgesetzt.

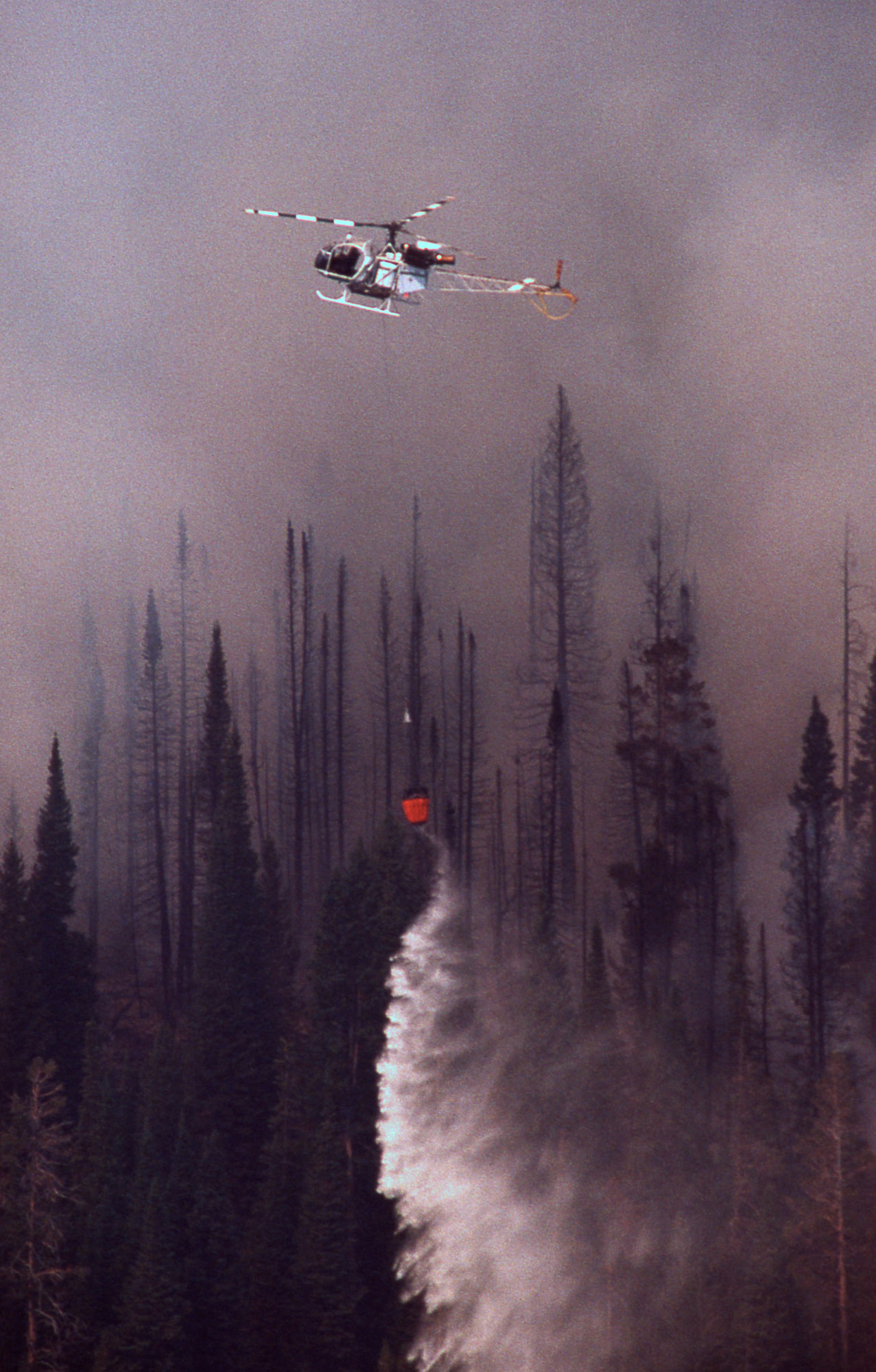
Feuerbekämpfung mit einem SA-315 Lama-Hubschrauber

Die Feuerwehrleute errichteten Brandschneisen von insgesamt 1.070 km Länge von Hand und weitere 220 km mit mechanisierten Geräten wie Planierraupen. Die meisten Arbeiten mit Planierraupen wurden am North Fork Fire durchgeführt. Einige andere Brände waren zu abgelegen und ließen den sicheren Einsatz schwerer Maschinen in zu steilem Gelände nicht zu. Zudem waren Planierraupen in vielen Gebieten verboten, da sie die Oberflächenstrukturen stark beschädigten. Darüber hinaus konnte der dünne, instabile Boden in der Nähe der geothermalen Becken des Parks das Gewicht schwerer Geräte nicht tragen. Der Einsatz von Planierraupen war ein Streitpunkt der Parkverwaltung, und erst nachdem die Brände außer Kontrolle geraten waren, erlaubte man ihren Einsatz zur Bekämpfung des North Fork Fire und zum Schutz der Stadt West Yellowstone.
Etwa 120 Hubschrauber und Starrflügelflugzeuge wurden zur Bekämpfung des Feuers eingesetzt. Die Flugzeuge absolvierten mehr als 18.000 Flugstunden und warfen 1,4 Millionen US-Gallonen (5,3 ML) Löschschaum und 10 Millionen US-Gallonen (38 ML) Wasser ab. Mehr als 100 Feuerwehrautos wurden dem Feuer zugeteilt. In den Gebäudekomplexen wurden einige der dauerhaft stationierten Löschfahrzeuge eingesetzt. Im gesamten Park wurden kleinere, für die Fortbewegung in unwegsamem Gelände geeignete Waldbrandlöschfahrzeuge verwendet.
Die Kosten der Brandbekämpfung belaufen sich auf 120 Millionen US-Dollar (1988), während die Gebäudeschäden auf 3 Millionen US-Dollar geschätzt wurden. Spätere Analysen zeigten, dass die Löscharbeiten, abgesehen von konzentrierten Brandbekämpfungsmaßnahmen in der Nähe wichtiger Touristenattraktionen, die vermutlich unaufhaltsame Feuersbrunst nicht hätten aufhalten können. Obwohl die Feuerwehrleute viele historische Gebäude und andere Infrastruktur vor den Flammen bewahren konnten, war es das kühlere und feuchtere Wetter im Herbst, das die Brände schließlich beendete.
Das kältere Wetter, das am 11. September Regen und Schnee mit sich brachte, trieb die Brände im gesamten Größeren-Yellowstone-Ökosystem erheblich zurück. Obwohl die Brände bis weit in den November hinein weiterbrannten, stellten sie keine unmittelbare Gefahr mehr für Leben oder Eigentum dar. Viele Feuerwehrmannschaften wurden nach Hause geschickt, weitere Arbeitskräfte trafen jedoch weiterhin im Yellowstone ein, um die von den Löscharbeiten betroffenen Gebiete zu sanieren. Hunderte Kilometer Brandschneisen sowie Hubschrauberlandezonen und Feuerwehrcamps mussten in einen naturnahen Zustand zurückversetzt werden, zudem mussten Tausende tote Bäume gefällt werden, um den Straßen- und Gebäudeschutz aufrechtzuerhalten. Am 18. November wurden schließlich alle Brände im Yellowstone-Nationalpark offiziell für gelöscht erklärt. Zu diesem Zeitpunkt waren insgesamt 3213 km² (793.880 Acres) von den Waldbränden betroffen, was 36 % der Fläche des Nationalparks entspricht.

## Auswirkungen auf den Park

### Flora und Fauna

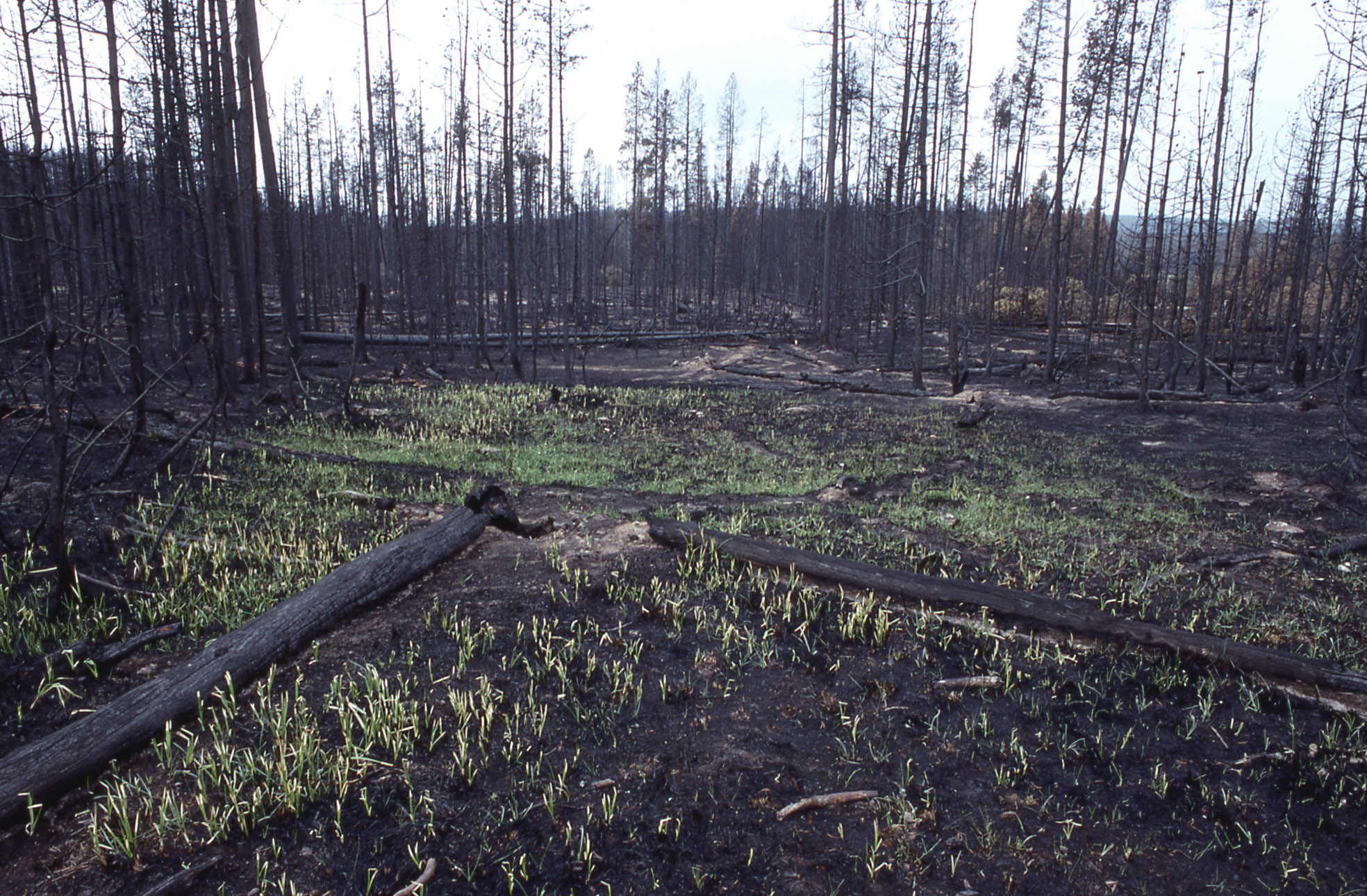
Innerhalb weniger Tage nach dem Feuer begann das Graswachstum in den abgebrannten Gebieten

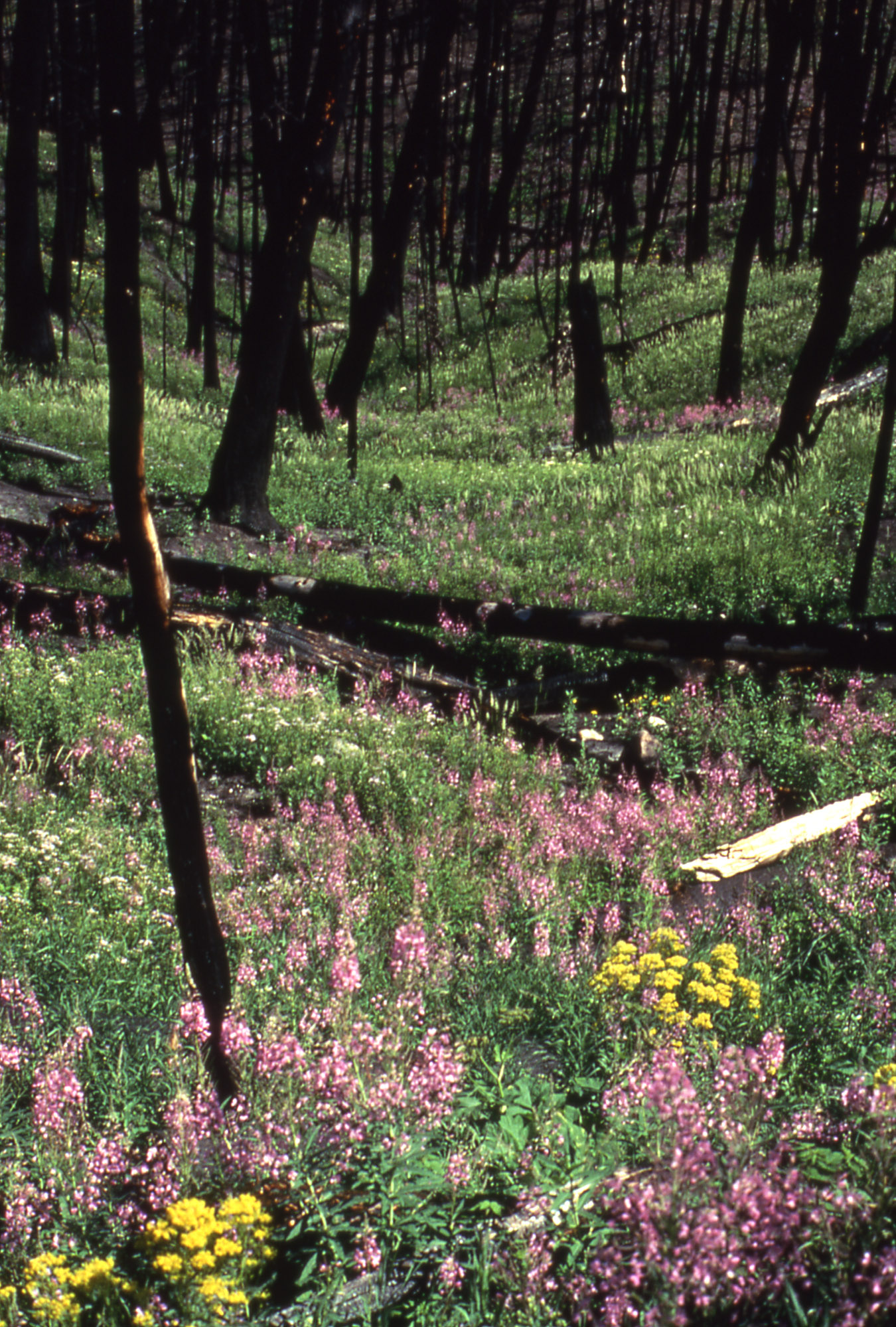
Bereits ein Jahr nach den Bränden trieben Blumen in großen Mengen wieder aus

Die Auswirkungen der Brände im Yellowstone-Nationalpark waren je nach Region sehr unterschiedlich. Zwischen den einzelnen Bränden blieben große Waldflächen völlig unberührt. Es wird zwischen drei Hauptbrandarten unterschieden: Bei den Bränden in den Baumkronen handelte es sich um jene mit der größten Zerstörungskraft, die vielerorts ganze Wälder auslöschten. Diese Kronenbrände machten etwa 41 Prozent der gesamten Brandfläche aus. Gemischte Brände brannten sowohl in den Baumkronen als auch im Unterholz, Bodenbrände breiteten sich hingegen langsam über den Boden aus und erfassten kleinere Pflanzen und abgestorbenes Pflanzenmaterial. Einige Bodenbrände brannten lang und intensiv, was zum Verlust vieler Bäume beitrug, deren Baumkronen nicht direkt erfasst wurden.

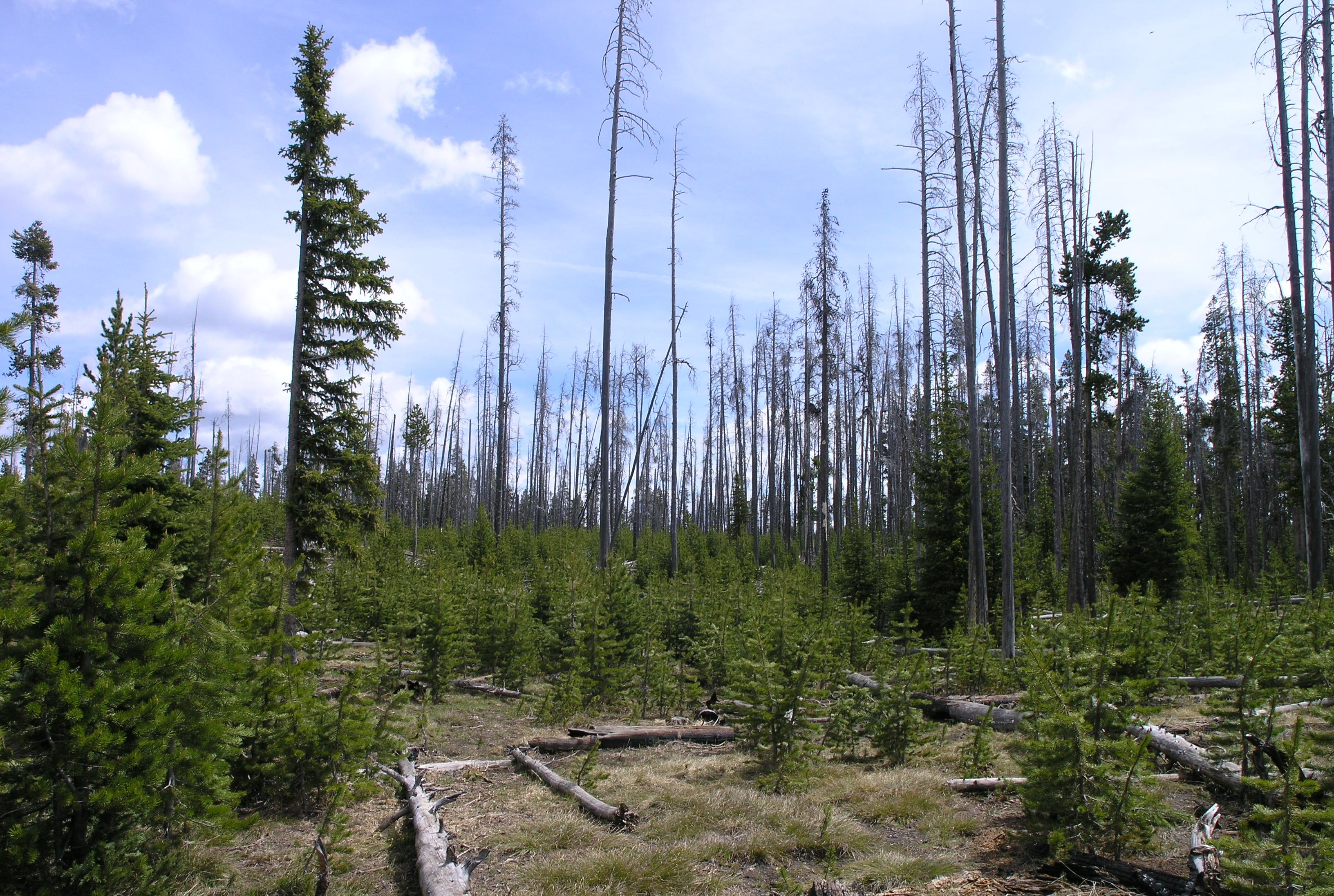
Im Jahr 2006 stehen fast 20 Jahre nach den Bränden immer noch abgestorbene Baumstämme, während Küsten-Kiefern im Unterholz gedeihen

Die Erholung der Vegetation von den Bränden begann fast unmittelbar nach Ende der Brände; Pflanzen wie das Schmalblättrige Weidenröschen (Epilobium angustifolium) tauchten innerhalb weniger Tage nach den Feuern wieder auf. Während in den umliegenden Nationalwäldern einige Pflanzen wieder aufgeforstet und sogar Grassamen aus Flugzeugen verstreut wurden, verlief die Regeneration im Yellowstone-Nationalpark so erfolgreich, das keine Aufforstungsversuche unternommen wurden. Ein Großteil der Pflanzen kehrte in ihre natürlichen Habitate von vor dem Brand zurück, die überwiegende Mehrheit der Pflanzen wuchs aus vorhandenen Trieben nach, die die Hitze der Brände überlebt hatten. In den Brandgebieten blühte eine Fülle von Wildblumen, insbesondere im Zeitraum von zwei bis fünf Jahren nach den Bränden. Selbst in stark abgebrannten Gebieten mussten die Samen nur eine geringe Distanz zurücklegen. Ein Großteil der am stärksten abgebrannten Wälder befand sich nur etwa 50 bis 200 m von weniger stark betroffenen Gebieten entfernt. Die Küsten-Kiefer (Pinus contorta) verbreitet ihre Samen im Allgemeinen nicht weiter als 60 m, sodass die Samenverbreitung aus weniger verbrannten Gebieten wenig Einfluss auf stärker verbrannte Gebiete hatte. In Regionen, in denen es zu vollständigen Bränden kam, betrug die durchschnittliche Tiefe des verkohlten Bodens nur etwa 14 mm, sodass nur wenige Wurzeln durch das Feuer abgetötet wurden. Dies ermöglichte eine schnelle Regeneration im gesamten Ökosystem. 

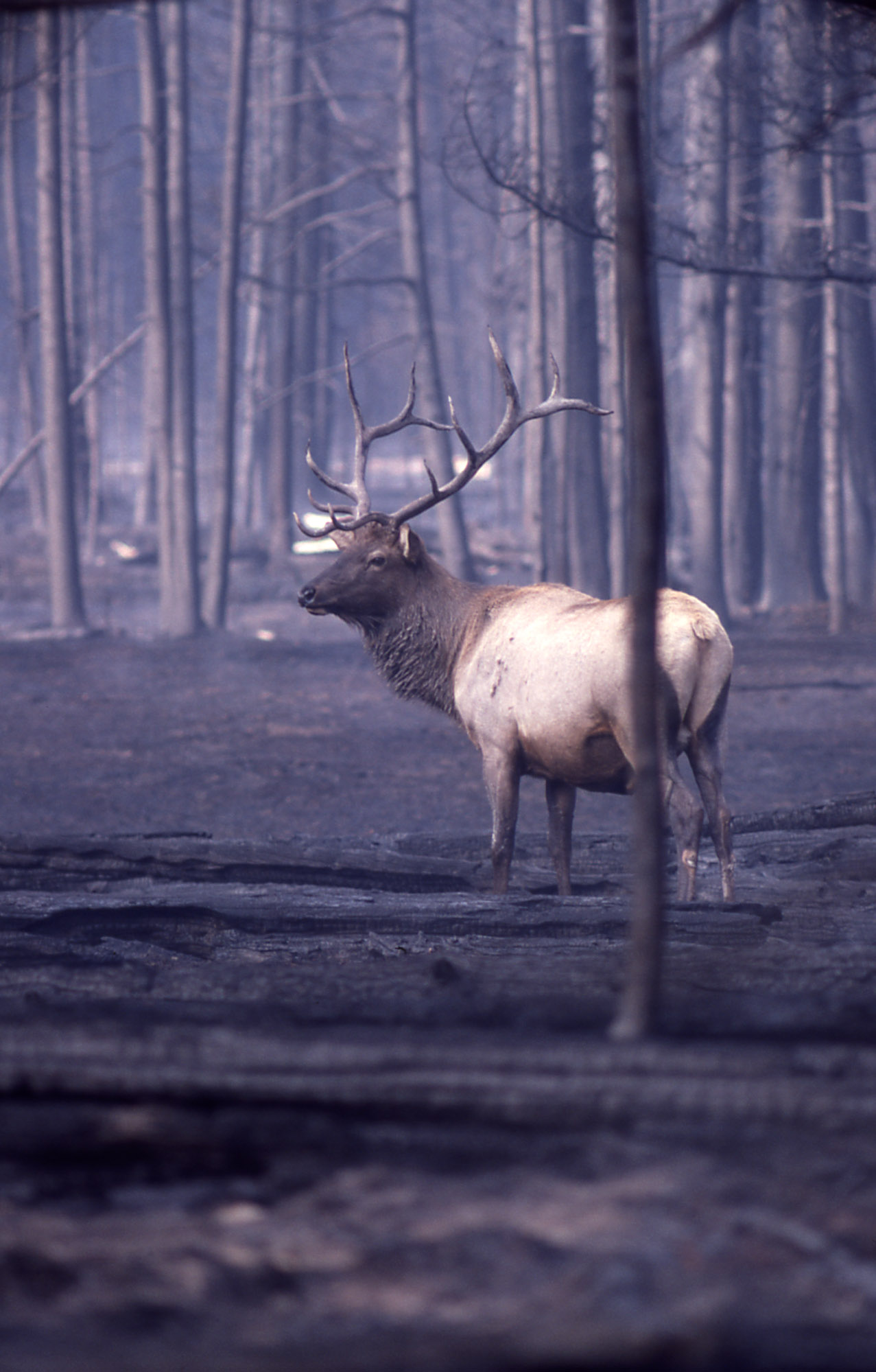
Ein Wapiti-Bulle in einem abgebrannten Waldstück

Die vorherrschende Baumart im Yellowstone, die Küsten-Kiefer, kam mit den Auswirkungen der Brände nur schlecht zurecht. Die Küsten-Kiefer bildet oft Zapfen, die geschlossen bleiben und keine Samen verbreiten, solange sie keinem Feuer ausgesetzt sind. Untersuchungen von Testparzellen, die nach den Bränden angelegt wurden, zeigten, dass die Samenverbreitung in Gebieten mit schweren Bodenbränden am besten erfolgte und in Gebieten mit nur geringen Oberflächenbränden deutlich geringer war. Regionen, in denen Brände vorrangig in den Baumkronen herrschten, wiesen nach fünf Jahren die höchsten Regenerationsraten der Küsten-Kiefer auf. Die Regenerationsrate der Küsten-Kiefer war jedoch nicht einheitlich: einige Gebiete wiesen eine extrem hohe Dichte an neuem Wachstum auf, in anderen Gebieten schritt das Wachstum nur langsam voran. Bestände abgestorbener Küsten-Kiefern, die durch die Brände getötet wurden, können jahrzehntelang bestehen bleiben und bieten einen Lebensraum für Vögel und andere Wildtiere.
Die Amerikanische Zitterpappel (Populus tremuloides) verbreitete sich nach den Bränden in Gebiete, die zuvor von Nadelbäumen dominiert wurden. Lange Zeit glaubte man, dass sich Pappeln durch Austrieb aus bestehenden Wurzeln und nicht durch Samenverbreitung regenerieren. Zwei Jahre nach den Bränden tauchten jedoch Triebe bis zu 15 km entfernt vom nächsten bekannten Standort der Zitterpappel auf. Die Bäume dienen als Futter für Wapitis, sodass viele der neueren Zitterpappeln nur geringe Größen erreichen. Die Ausbreitung der Amerikanischen Zitterpappeln nach den Bränden stand im Kontrast zu den Ereignissen vor den Bränden, bei denen die Art im Park zunehmend seltener wurde. Unabhängig davon könnte die Wiederansiedlung von Wölfen im Yellowstone-Nationalpark ab 1995 einen positiveren Einfluss auf die Zukunft der Zitterpappeln im Park gehabt haben, da die Population der Wapitis aufgrund der Jagd durch Wölfe und andere Raubtiere zurückgegangen ist.

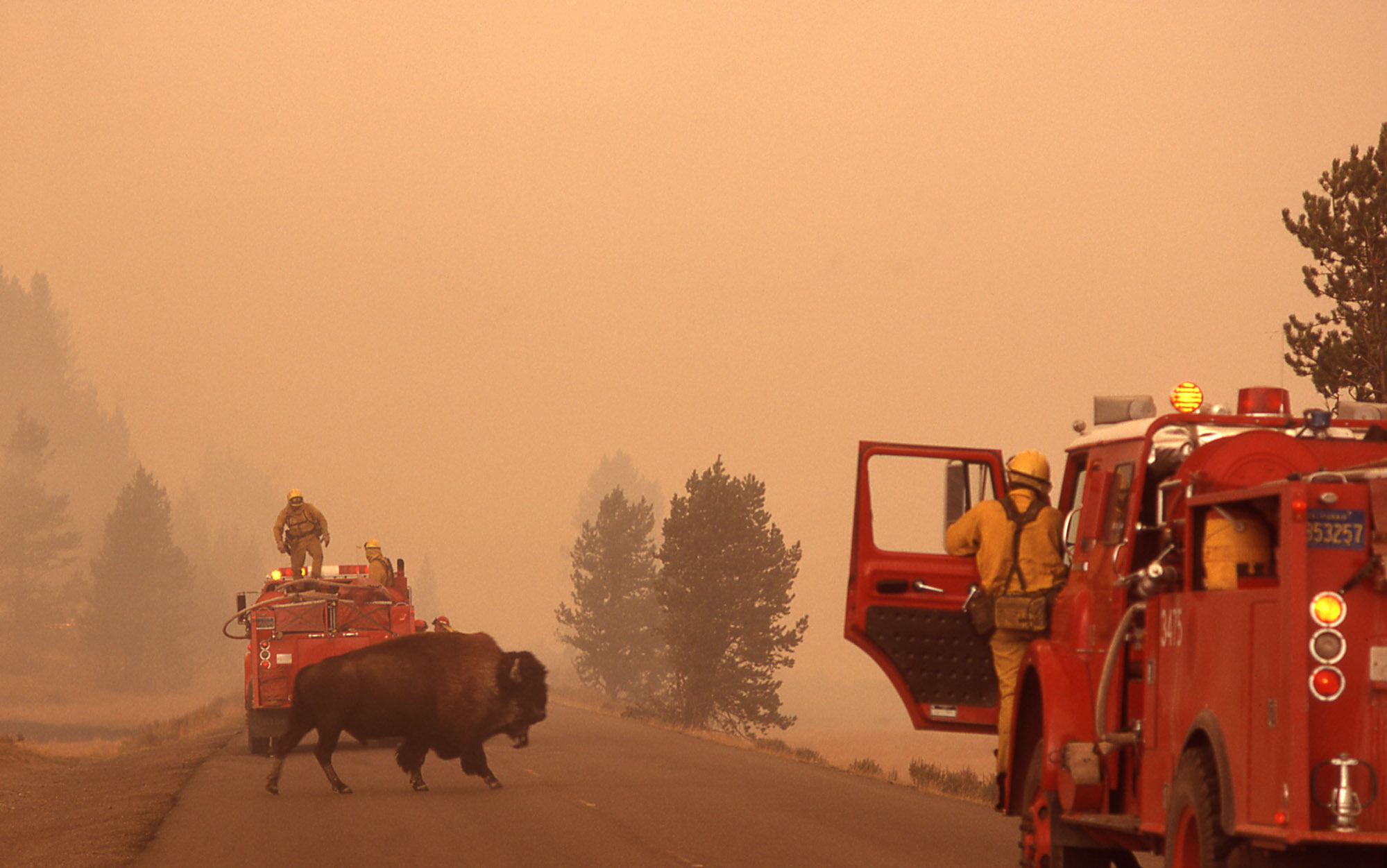
Ein Amerikanischer Bison überquert eine Straße während des Feuers

Entgegen den damaligen Medienberichten und Spekulationen kamen bei den Bränden nur sehr wenige Tiere ums Leben – Untersuchungen ergaben, dass nur 335 Wapitis (Cervus canadensis) (von geschätzten 40.000–50.000), 36 Maultierhirsche (Odocoileus hemionus), 12 Elche (Alces alces), 6 Amerikanische Schwarzbären (Ursus americanus) und 9 Amerikanische Bisons (Bison bison) durch das Feuer umgekommen waren. Von 21 Grizzlybären (Ursus arctos horribilis), die mit Funkhalsbändern ausgestattet waren und in den Gebieten lebten, in denen die Brände stattfanden, kam vermutlich nur einer ums Leben. Im folgenden Jahr wurden Grizzlys in den verbrannten Gebieten häufiger beobachtet als in Gebieten, die nicht vom Brand betroffen waren. Sie ernährten sich von Wurzeln und Laub sowie von Ameisen, die aufgrund des vielen toten Holzes gediehen. Ein Rückgang der Elchpopulation in den nördlichen Teilen des Parks wurde seit den 1960er Jahren beobachtet und durch die Brände im Jahr 1988 noch verstärkt. Einst lebten etwa 1.000 Elche im Park, bis 2020 ging diese Zahl auf weniger als 200 zurück. Dies wird auf den Verlust dichter Tannenwälder (Abies) zurückgeführt, die von den im Park lebenden Elchunterarten bevorzugt werden. Anders als Wapitis, die hauptsächlich Gras fressen, ernähren sich Elche von holzigen Nahrungsquellen, insbesondere von Weiden (Salix) und Felsengebirgs-Tannen (Abies lasiocarpa), deren Anzahl durch die Brände ebenfalls zurückging. Alle Huftiere verzeichneten im Winter nach den Bränden eine hohe Sterblichkeitsrate, was jedoch eher auf den kalten und harten Winter als auf die Brände selbst zurückgeführt wird. Im Gegensatz zu anderen Huftieren erholten sich die Elchpopulationen in den Folgejahren allerdings nicht. Nagetiere verzeichneten die wohl höchste Sterblichkeitsrate aller Säugetiere, was neben der Hitze und dem Rauch hauptsächlich auf die Verringerung der Waldbedeckung zurückzuführen ist, die schlechtere Tarnungsmöglichkeiten und eine schnellere Entdeckung durch Raubtiere zur Folge hatte.
In Fan Creek und Little Firehole River wurden etwa 100 tote Fische gemeldet, nachdem versehentlich Löschschaum auf sie geschüttet worden war. Abgesehen von einem vorübergehenden Rückgang einiger Arten von Wasserinsekten wurden in keinem der Flüsse und Seen im Yellowstone-Nationalpark langfristige Auswirkungen auf das Leben im Wasser beobachtet.

### Luft und Wasser

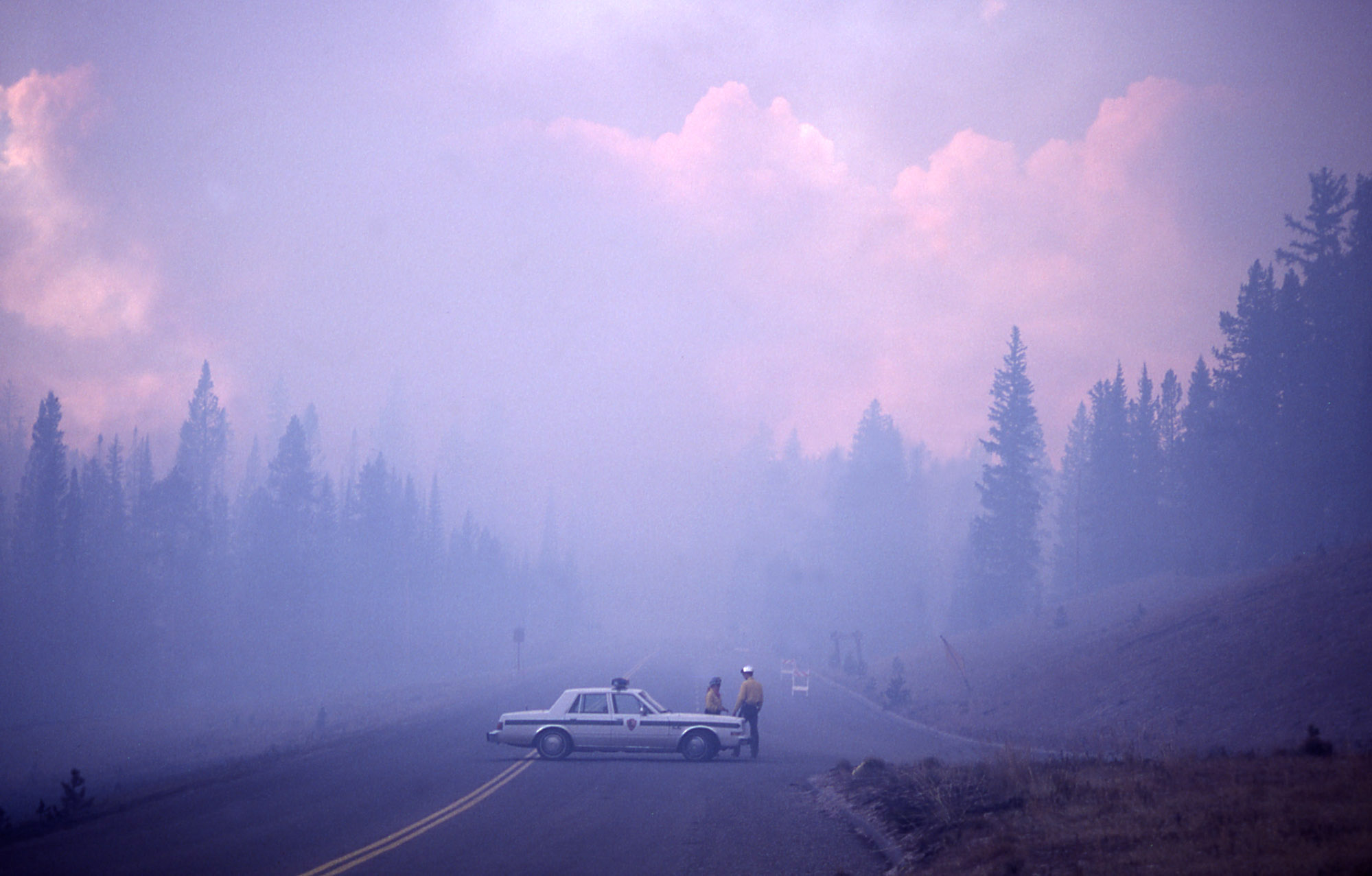
Park Ranger an einer Straßenblockade bei West Thumb

Der Rauch und der Feinstaub in der Luft stellten mehrfach eine Bedrohung für die umliegenden Gemeinden dar. Die Luftverschmutzung war besonders in Gardiner vorhanden. Dort registrierten Überwachungsstationen des Montana Department of Health and Environmental Sciences sowie des Yellowstone-Nationalparks an 19 Tagen Überschreitungen der empfohlenen zulässigen Partikelkonzentrationen. Dies war auch an sieben Tagen in Mammoth Hot Springs der Fall. In keiner anderen umliegenden Gemeinde wurden Partikelwerte festgestellt, die die zulässigen Höchstwerte überschritten. Rauch und Dunst erschwerten die Fortbewegung an Land und in der Luft für die Einsatzkräfte ungemein. Mehrere Feuerwehrleute wurden aufgrund von Rauchvergiftungen behandelt.
Nach den Bränden stellte sich die Erosion als ein besonderes Problem heraus, insbesondere aufgrund der starken Regenfälle im folgenden Jahr. Hubschrauber warfen Millionen Gallonen Wasser auf die Brände ab, die Wasserentnahme aus einigen kleinen Bächen ließ den Wasserpegel der Gewässer infolge dieser Maßnahmen vorübergehend sinken. Auch die Strömung wurde durch die Pumpvorgänge beeinträchtigt. Die über 4 Mio. Liter feuerhemmenden Materials auf Diammoniumhydrogenphosphatbasis verschmutzten einige Flüsse, was jedoch ebenfalls keine langfristigen negativen Auswirkungen auf die Wasserqualität hatte. Die bei Waldbränden verwendeten Löschschäume unterscheiden sich von denen, die etwa bei Brennstoffbränden verwendet werden. Sie sind wenig toxisch und waren vermutlich bis zum Frühjahr 1989 vollständig verschwunden.

### Gebäudeschäden

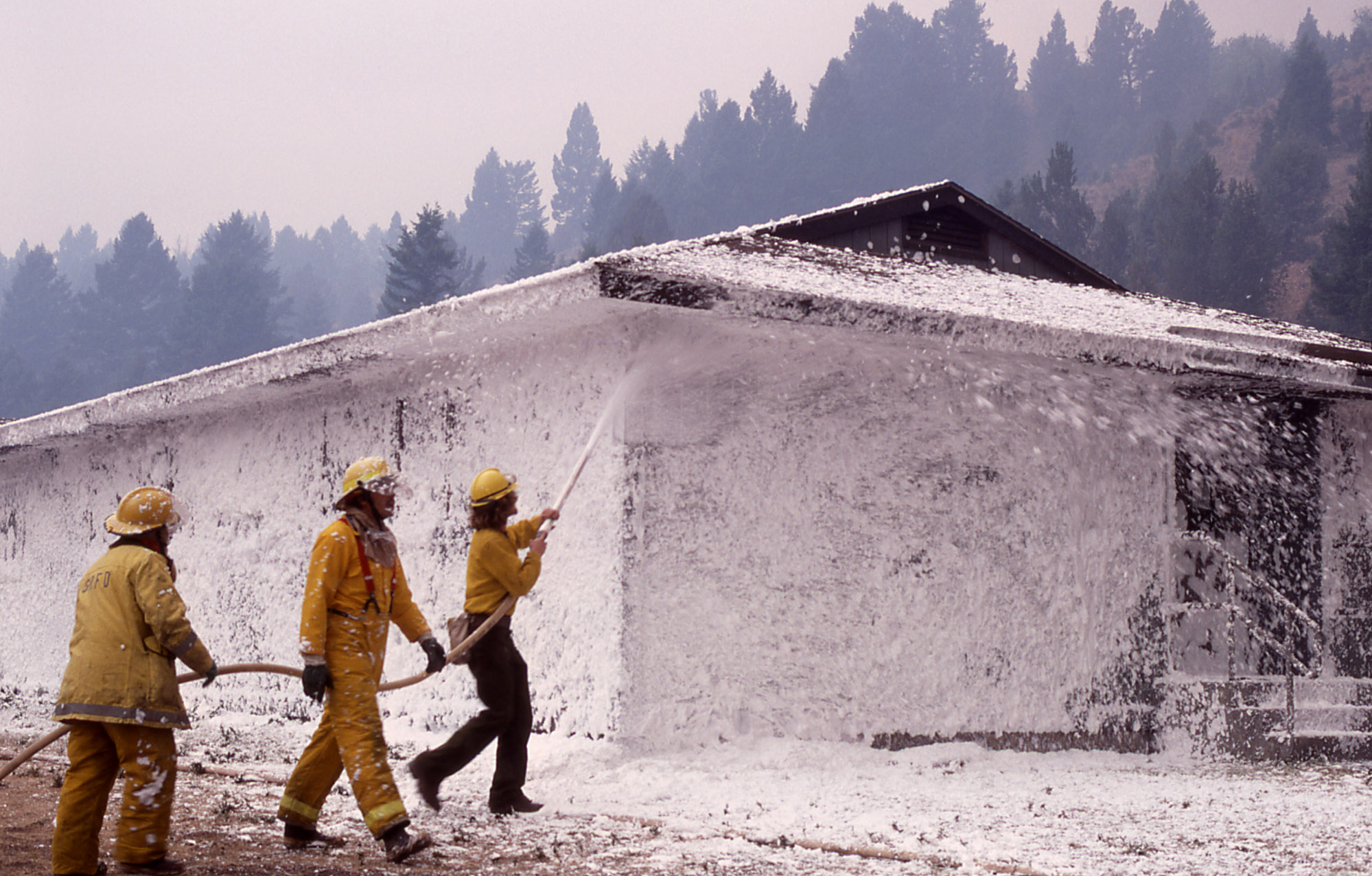
Die Löschteams besprühten einige Bauwerke mit Löschschaum, wie hier in Mammoth Hot Springs am 10. September 1988

Der Schutz von Leben und Eigentum hatte bei den Löscharbeiten höchste Priorität. Von den über 1.000 Gebäuden im Park wurden nur 67 durch die Brände zerstört. Im Old Faithful-Komplex wurden nur 19 der über 400 Gebäude zerstört. Sechs weitere Gebäude im Old Faithful-Komplex wurden beschädigt. Von den 38 Hütten der Parkwächter und des Parkpersonals im Hinterland fiel nur eine Hütte am Sportsman Lake den Bränden zum Opfer, zahlreiche andere wurden jedoch durch Wasserschäden oder durch das Festnageln von Fire Shelters zum Schutz vor den Flammen beschädigt. Allerdings richteten die Brände großen Schaden an 23 von 61 Picknick- und Campingplätzen sowie an Fußgängerbrücken auf Wanderwegen und Boardwalks in den geothermalen Becken an. 16 km an Stromleitungen sowie 300 Strommasten wurden ebenfalls beschädigt oder zerstört.
Wichtige Touristenattraktionen im Park wie die Bauwerke am Old Faithful wurden dauerhaft von den Feuerwehrteams überwacht und gesichert. Feuerwehrleute nutzten eine Vielzahl von Methoden, um Sicherheitszonen um diese Komplexe einzurichten, dennoch wurde jeder einzelne Besucherkomplex während der Brände mindestens einmal gesperrt. Die historischen Bauwerke und Besucherzentren erlitten nur geringe Verluste, da sich die Brandbekämpfungsmaßnahmen stark auf den Gebäudeschutz konzentrierten. 1989 wurde berichtet, dass die Gebäudeverluste durch die Brände insgesamt 3,28 Millionen US-Dollar (8 Millionen US-Dollar im Jahr 2024) betrugen.

## Berichterstattung

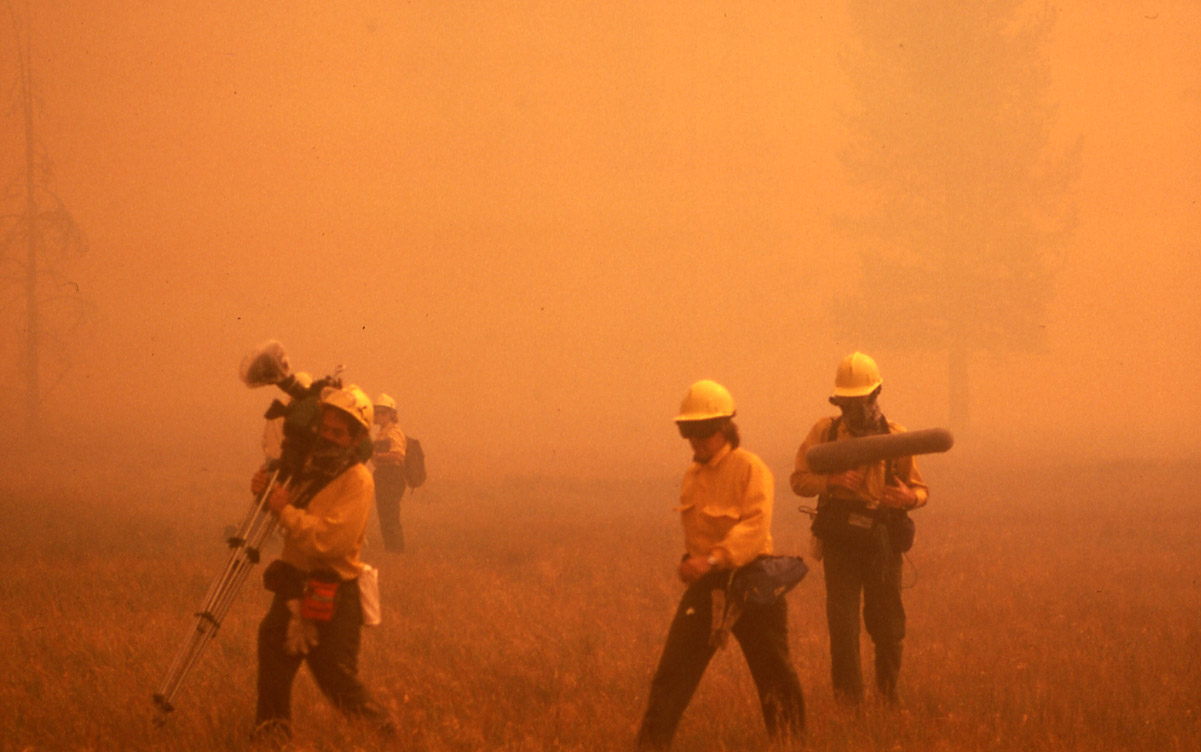
Nachrichtenteams waren angewiesen, Brandschutzanzüge aus Meta-Aramidfasern zu tragen, wenn sie sich dem Feuer näherten

Basierend auf dem Status des Yellowstone-Parks als einer der berühmtesten Nationalparks der Erde war die mediale Berichterstattung umfangreich und teilweise sensationsheischend. Bundesbeamte hatten oft nur begrenzte Informationen, die sie den Medien präsentieren konnten. Der National Park Service erhielt etwa 3.000 Medienanfragen, von denen die beiden Pressesprecher des Parks nicht alle erfüllen konnten, selbst mit der Unterstützung eines Personals von mehr als 40 Mitarbeitern. 16 weitere Parkmitarbeiter sorgten für die Zusammenarbeit zwischen den Medien und den Kräften der Feuerwehr. Als die Brände Mitte November unter Kontrolle waren, erhielt der Park weiterhin bis zu 70 Medienanfragen täglich. Die Medienberichterstattung über die Brände gab dem National Park Service mehr nationale Aufmerksamkeit als je zuvor, die Brandsaison 1988 wird zudem als eines der wichtigsten Ereignisse in der Geschichte der Bundesbehörde bezeichnet.
Mangelndes Verständnis der Medien für das Waldbrandmanagement führte zu einigen sensationsheischenden Berichten und Ungenauigkeiten. Einige Nachrichtenagenturen erweckten den Eindruck, dass der größte Teil des Parks zerstört wurde. Am 30. August wurde der Tourist Stanley Mott in einem ABC-News-Interview fälschlicherweise als Direktor des National Park Service (William Mott) identifiziert. In einem anderen Artikel behauptete die New York Times, die Politik des National Park Service bestehe darin, natürliche Brände ausbrennen zu lassen, während sich die Politik des U.S. Forest Service danach richte, alle derartigen Brände zu unterdrücken – eine falsche Darstellung der Politik beider Behörden. Auch hatten die Medien einige Schwierigkeiten, zwischen den beiden Behörden zu unterscheiden. Quellen, die von der Washington Post, USA Today und der Chicago Tribune zitiert wurden, gaben später an, dass zugeschriebene Kommentare erfunden waren, und eine Quelle kommentierte, dass ein Bericht der Chicago Tribune vom 8. September 1988 mehr Fehler als Fakten enthalte. Am selben Tag brachte die Washington Post den Rauch und die Präsenz von Militärfahrzeugen und Hubschraubern am Himmel mit den Ereignissen von 1968 in Da Nang, Vietnam, in Verbindung und erweckte so den Eindruck einer Katastrophe. Die Brände waren Ende Juli sehr aktiv gewesen. Anfang August gelangten die Verantwortlichen im Park zu dem Schluss, dass sich die Brände aufgrund von Brennstoffmangel nicht viel weiter ausbreiten würden und am 11. August erklärte der Direktor des National Park Service, dass die Brände eingedämmt seien. Als mit dem Black Saturday am 20. August wenige Tage später der schlimmste Tag der Brände folgte und Anfang September der Old Faithful-Komplex von den Flammen bedroht wurde, übten die Medien erneut scharfe Kritik an der Politik der Parkverwaltung.

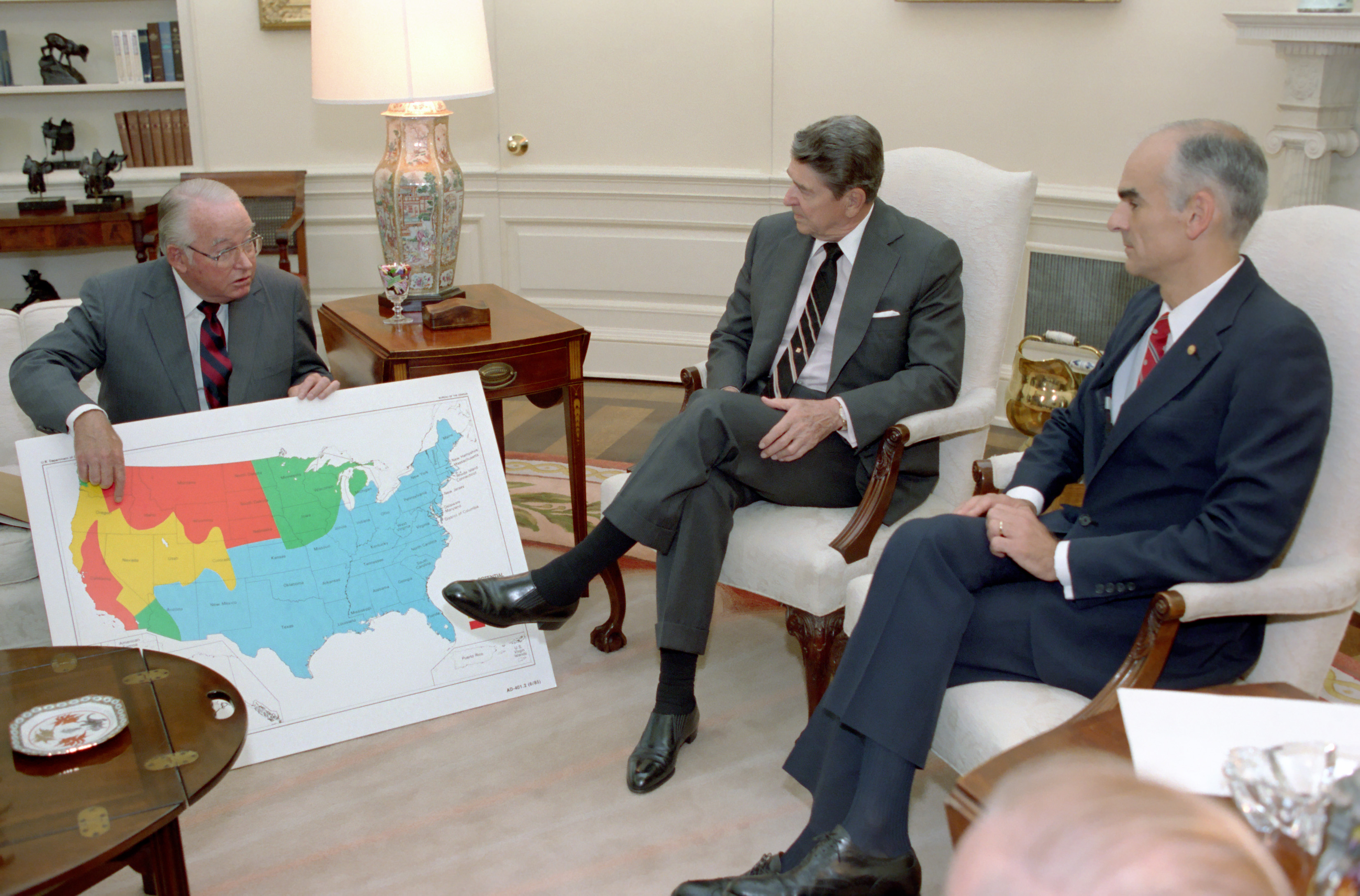
Präsident Ronald Reagan und Innenminister Donald P. Hodel werden im Weißen Haus über die Brände im Yellowstone-Nationalpark informiert

Auch in der Politik geriet das Vorgehen des National Park Service in die Kritik. Der Senator des Bundesstaates Wyoming, Malcolm Wallop, bezeichnete die seit 16 Jahren geltende Let burn policy des Parks als „absurd“ und wissenschaftlich nicht stichhaltig. Er forderte zusammen mit Senator Alan Simpson den Rücktritt des Direktors des National Park Service, William Mott. Der demokratische Senator John Melcher aus Montana sagte in einem Interview mit der New York Times: „Sie werden nie zu dieser Politik zurückkehren. Von nun an wird die Politik darin bestehen, das Feuer zu löschen, wenn sie die Flammen sehen.“ US-Präsident Ronald Reagan bezeichnete die Politik der Parkverwaltung als „irrsinnig“. Reagan sandte zwei Kabinettsmitglieder, Innenminister Donald P. Hodel und Landwirtschaftsminister Richard E. Lyng, in den Yellowstone-Nationalpark und andere vom Feuer heimgesuchte Gebiete im Westen der Vereinigten Staaten. Hodel beschrieb die Situation im Yellowstone als ein „Desaster“.
Die mediale Aufmerksamkeit der Brände im Yellowstone-Nationalpark trug auch dazu bei, dass der Park in den darauffolgenden Jahren einen Anstieg der Besucherzahlen verzeichnen konnte. Während die Besucherzahlen im Laufe der 1980er-Jahre noch rückläufig waren und 1988 aufgrund der Brände deutlich zurückgingen, so stiegen die Zahlen im Jahr 1989 auf ein Rekordhoch von 2,7 Millionen. Trotz eines Anstiegs der Eintrittspreise in den darauffolgenden Jahren steigen die jährlichen Touristenankünfte seither stetig an.

## Waldbrandmanagement seit 1988

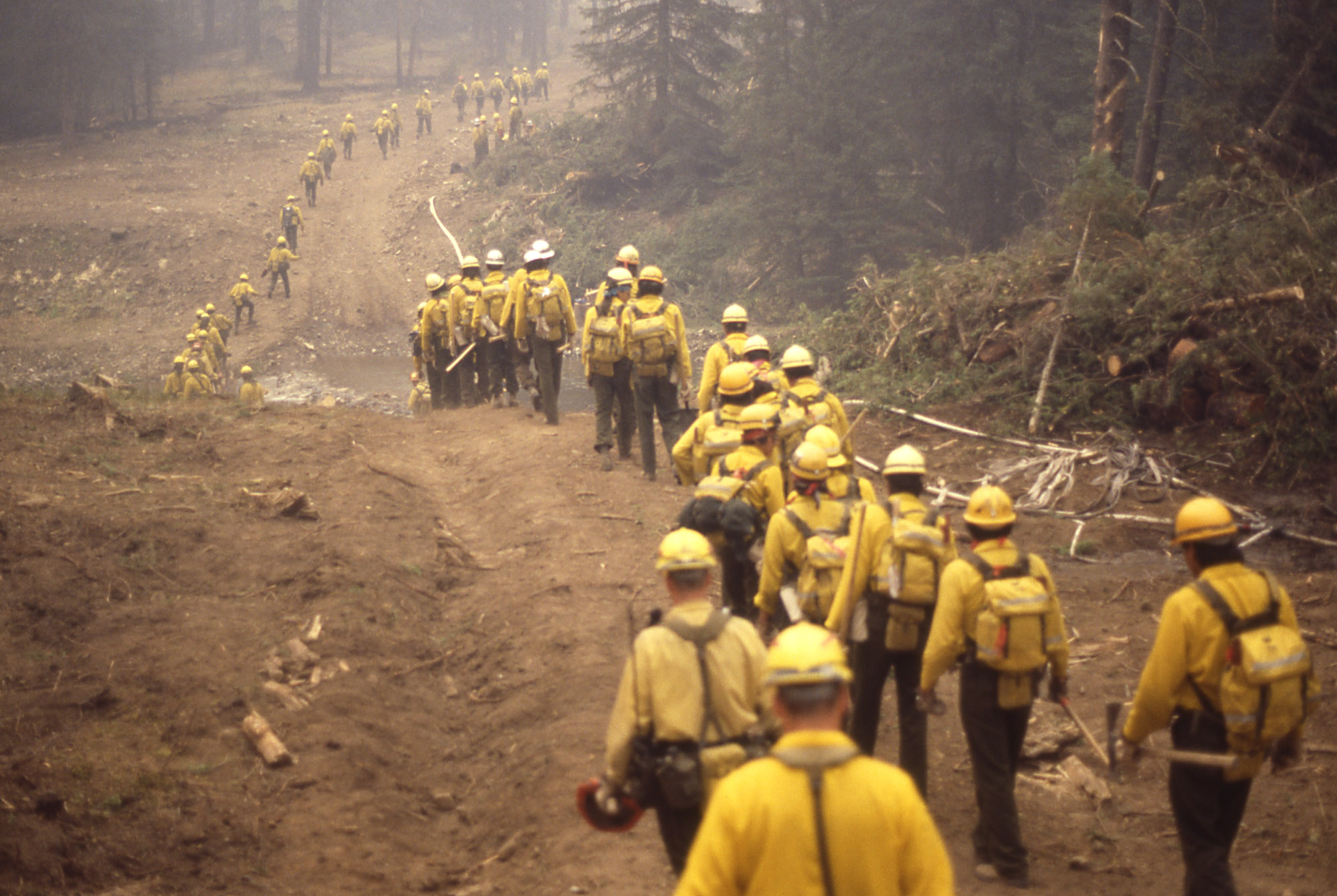
Das US-Militär unterstützte die Brandbekämpfungsmaßnahmen bei den Bränden im Yellowstone-Nationalpark, hier am 4. September 1988

Als Ergebnis der nach den Bränden durchgeführten Untersuchungen wurde 1992 ein neuer Brandschutzplan für den Nationalpark umgesetzt. Der Plan sah strengere Richtlinien für die Bekämpfung natürlicher Brände vor, erhöhte die Anzahl der Brandwächter und stellte mehr finanzielle Mittel für die Brandbekämpfung bereit. Bis 2004 wurden weitere Änderungen am Waldbrandschutzplan vorgenommen. Dem Plan von 2004 zufolge dürfen natürliche Waldbrände wüten, solange gewisse Werte hinsichtlich der Größe des Feuers, des Wetters und potenzieller Gefahr nicht überschritten werden. Brände, die diese Werte überschreiten, sowie alle vom Menschen verursachten Brände, müssen unterdrückt werden. Bei diesen Änderungen handelt es sich in erster Linie um Aktualisierungen des Brandschutzplans von 1972, die weiterhin die Rolle des Feuers bei der Erhaltung eines natürlichen Ökosystems betonen, allerdings strengere Richtlinien und niedrigere Toleranzwerte anwenden. Der strategische Plan für Waldbrände 2020–2024 (Wildland Fire Strategic Plan 2020–2024) ist die neueste Version der Brandschutzrichtlinien des National Park Service.
Eine verstärkte Brandüberwachung durch boden- und luftgestützte Aufklärung wurde eingeführt, um schnell zu bestimmen, wie ein bestimmtes Feuer bekämpft werden soll. Dabei bestimmen Brandwächter zunächst, ob ein Feuer vom Menschen verursacht oder natürlich entstanden ist. Alle vom Menschen verursachten Brände werden gelöscht, alle natürlichen Brände werden hingegen überwacht. Brandwächter kartieren den Umfang des Feuers, zeichnen das lokale Wetter auf und untersuchen die Arten der Brennstoffe und die verfügbare Brennstoffmenge. Darüber hinaus werden die verschiedenen Eigenschaften eines jeden Feuers erfasst. Die Wächter leiten die gesammelten Informationen an Brandmanager weiter, die dann Entscheidungen über zukünftige Maßnahmen bezüglich der Brandbekämpfung treffen.

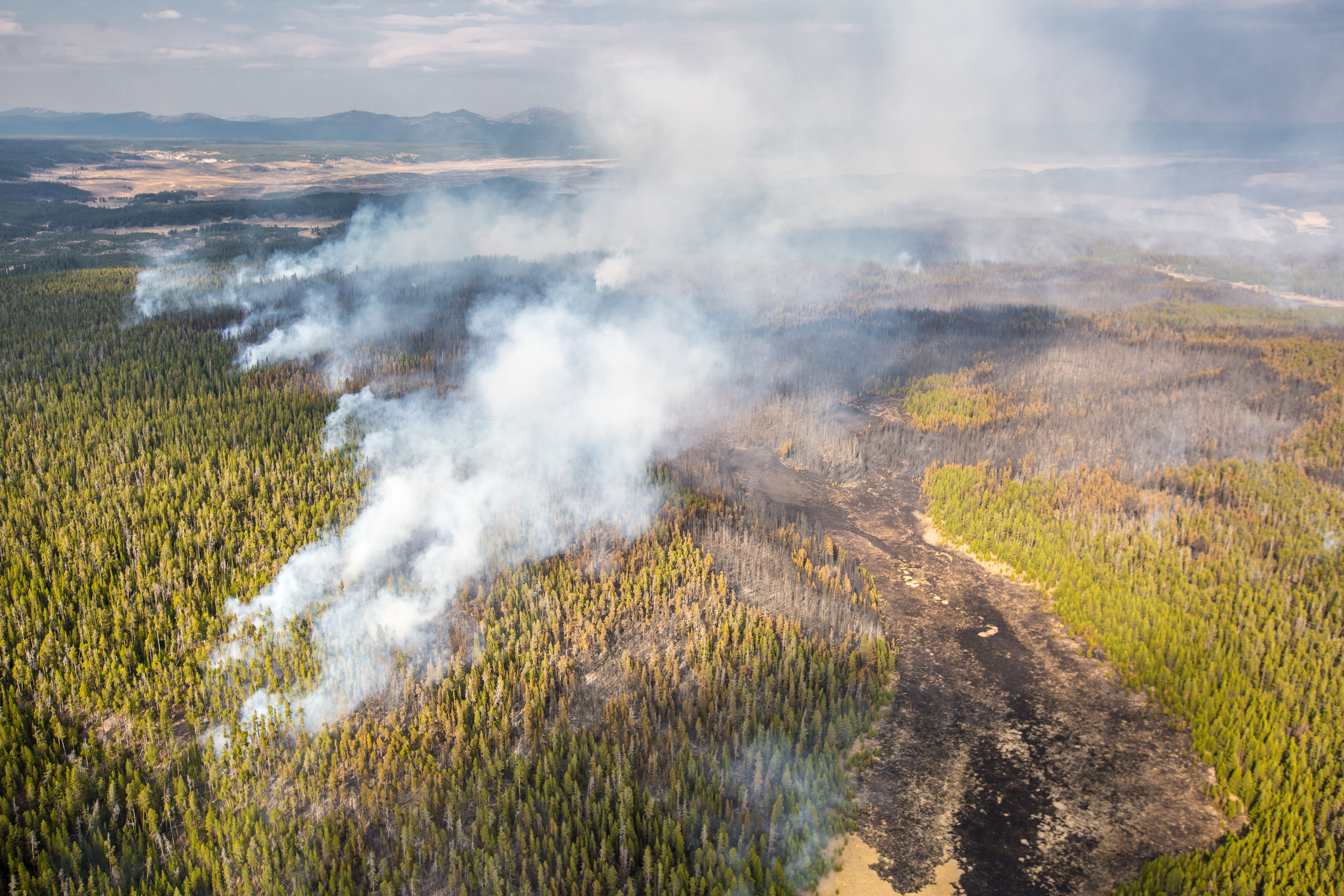
Seit den Bränden von 1988 gab es im Yellowstone-Nationalpark weitere Brandereignisse geringeren Ausmaßes, wie das Spruce Fire im Jahr 2015

Förster und Ökologen argumentieren, dass ein kontrolliertes Abbrennen im Yellowstone vor den Bränden von 1988 die letztendlich betroffene Fläche nicht wesentlich reduziert hätte. Kontrollierte Brände würden schnell außer Kontrolle geraten, wenn man sie mit der Intensität brennen ließe, die viele Baum- und Pflanzengesellschaften zur erfolgreichen Regeneration benötigen. Folglich dienen natürliche Brände als wichtigstes Instandhaltungsinstrument des Parks. Seit den späten 1970er-Jahren ließ man etwa 300 natürliche Brände von selbst ausbrennen. Seit 2016 erreichten nur sechs Brände eine Größe von mehr als 1 km² (Stand November 2024).
Eine stärkere Zusammenarbeit zwischen Bundes- und Landesbehörden auf nationaler Ebene wurde durch das National Interagency Fire Center (NIFC) koordiniert. Obwohl es sich dabei in erster Linie um eine gemeinsame Anstrengung der Bundesbehörden zur Entwicklung einer Brandschutzpolitik auf nationaler Ebene handelt, unterstützt das Zentrum auch lokale und staatliche Regierungen bei der Lösung ihrer Brandschutzprobleme. Zu den Prioritäten des NIFC gehören Managementrichtlinien, die es natürlichen Bränden ermöglichen, unter vorgeschriebenen Bedingungen ungehindert zu brennen. Wie bei den Bränden von 1988 hat der Schutz von Leben und Eigentum bei allen Brandbekämpfungsmaßnahmen weiterhin Vorrang.